# Mercedes-Benz R 129
Der Mercedes-Benz R 129 ist ein Roadster. Der zweisitzige Sportwagen gehört zur SL-Baureihe von Mercedes-Benz.
Der R 129 wurde als Nachfolgemodell des R 107 von 1989 bis zum 2. Juli 2001 produziert. 2001 wurde er vom R 230 abgelöst. Innerhalb der Bauzeit des Modells wurden die Mercedes-Klassenbezeichnungen eingeführt. Während frühe Exemplare noch als SL-Modelle (mit angefügtem SL, z. B. 500 SL) bezeichnet wurden, gehörte der R 129 ab 1993 zur SL-Klasse (mit vorangestelltem SL, z. B. SL 500).

## Modellgeschichte

### Allgemeines

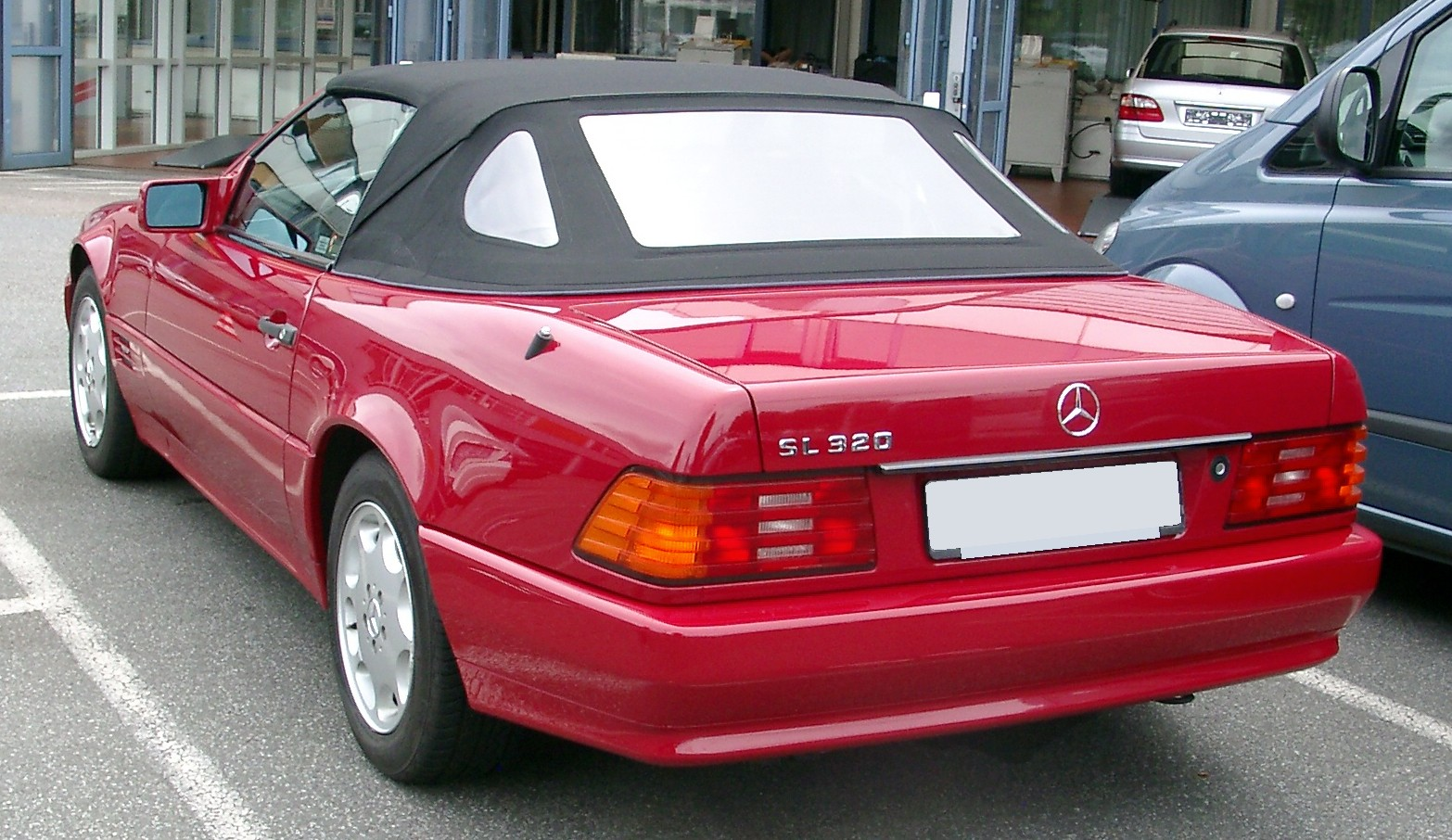
SL Heckansicht mit Softtop

Die Entwicklung des R 129 begann bereits Mitte der 1970er Jahre, wurde jedoch vorerst zurückgestellt, weil die neuen Generationen des W 201 und W 124 viele Entwicklungs-Ressourcen beanspruchten. Dadurch erklärt sich auch der ungewöhnlich lange Produktionszyklus des Vorgängermodells R 107.
Erst um 1982 wurde das Projekt wieder aufgenommen. Etwa um das Jahr 1984 wurde das Design festgelegt, ein Patent dazu wurde am 2. Oktober 1986 eingereicht. Bei der Bodengruppe orientierte sich Mercedes an der des W 124, sie wurde jedoch auf Cabrio-spezifische Erfordernisse wie zum Beispiel höhere Torsionssteifigkeit ausgelegt.
Der R 129 hatte eine Mehrlenkerachse und einen automatisch ausfahrbaren Überrollbügel, der im Falle eines Überschlags in Bruchteilen von Sekunden ausgefahren wurde, um die Insassen zu schützen. Zunächst gab es den R 129 mit 6-Zylinder Reihen- und mit V8-Motor, später war auch der Zwölfzylinder-V-Motor aus der S-Klasse verfügbar.

### Technik und Innovation
Im R 129 nutzte Mercedes im Wesentlichen die Antriebstechnik der jeweils parallel gebauten Mercedes-Benz S-Klasse. Bei der Baureihe R 129 war das zunächst der W 126, gefolgt vom W 140 und nach dessen Auslaufen der Nachfolger W 220. Da die Bauzeit der SL-Modelle typischerweise jeweils deutlich länger war als die der entsprechenden S-Klasse-Limousinen, gab es auch beim R 129 einen Modellübergang mit partiellem Wechsel der Antriebstechnik. Markant war hierbei der Übergang von den klassischen Zwei- und Vierventil-Reihen-Sechszylindern zu den neuen Dreiventil-V6-Motoren, die wesentlich preisgünstiger zu produzieren und beim Frontalaufprall sicherer sind. Auch bei den Achtzylindern wurde von Vier- auf Drei-Ventiltechnik umgestellt.
Das Fahrwerkssystem ADS (Adaptives Dämpfungssystem) wurde erstmals bei einem Mercedes als Option angeboten. Es war eine teil-hydraulische elektronische Federung der Radaufhängung (siehe Aktive Radaufhängung) mit Niveauregulierung sowohl für die Vorder- als auch für die Hinterachse. Die optimale Dämpfung wurde pro Rad anhand von Parametern von Radbeschleunigungssensoren sowie von Längs- und Querbeschleunigungssensoren des Fahrzeugs ständig elektronisch berechnet und in vier Stufen angepasst. Zudem wurde das Fahrzeug bei Geschwindigkeiten ab 120 km/h um 20 mm tiefergelegt, und die Bodenfreiheit konnte bei Geschwindigkeiten unter 40 km/h per Knopfdruck um 40 mm erhöht werden. (gilt nicht für US Modelle)
Der R 129 erhielt als erstes Mercedes-Cabrio einen automatischen Überrollbügel, der im Falle eines Überschlags binnen 0,3 Sekunden ausfährt. Ein weiteres Sicherheitsfeature sind die A-Säulen, die für den Fall eines Überschlags weitgehend knicksicher sind. Neu waren die Integralsitze, bei denen der Gurt und die Kopfstütze in den Sitz integriert sind. Sie bieten deutlich besseren Seitenhalt als die bis dahin verwendeten Sitze. Ab September 1989 war für den 300 SL-24 ein Fünfgang-Automatikgetriebe lieferbar. Für die Achtzylinder waren zu dieser Zeit die darin eingesetzten schmalen Zahnradsätze noch zu schwach.
Zum Lieferumfang des Fahrzeugs gehörte ein Hardtop, das im Winterbetrieb das Stoffverdeck schützt und das etwa ein Jahr nach Produktionsstart noch für eine kurze Zeit gegen Minderpreis abbestellt werden konnte. Als Zubehör war ab der ersten Modellpflege ein Hardtop mit Glas-Panorama-Dach erhältlich, welches freien Blick nach oben und damit auch das ein gewisses „Cabriogefühl“ in den Wintermonaten ermöglichte.
Die Hardtops sind nur bedingt zwischen den Baujahren austauschbar, da es aufgrund der Kurzhub Funktion der Seitenfenster verschiedene Dichtungssysteme gibt, die untereinander nicht kompatibel sind.

### Übersicht

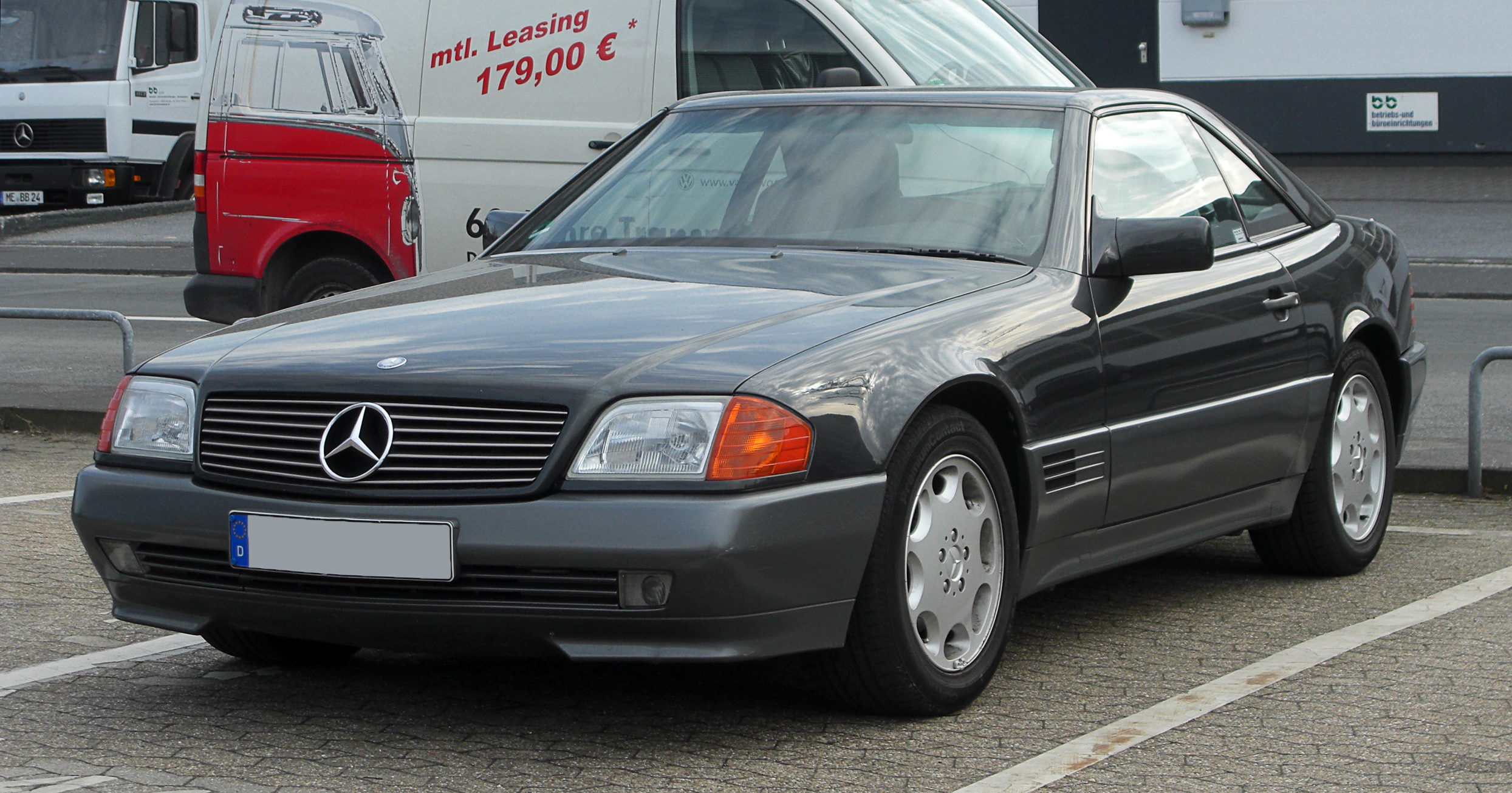
300 SL-24
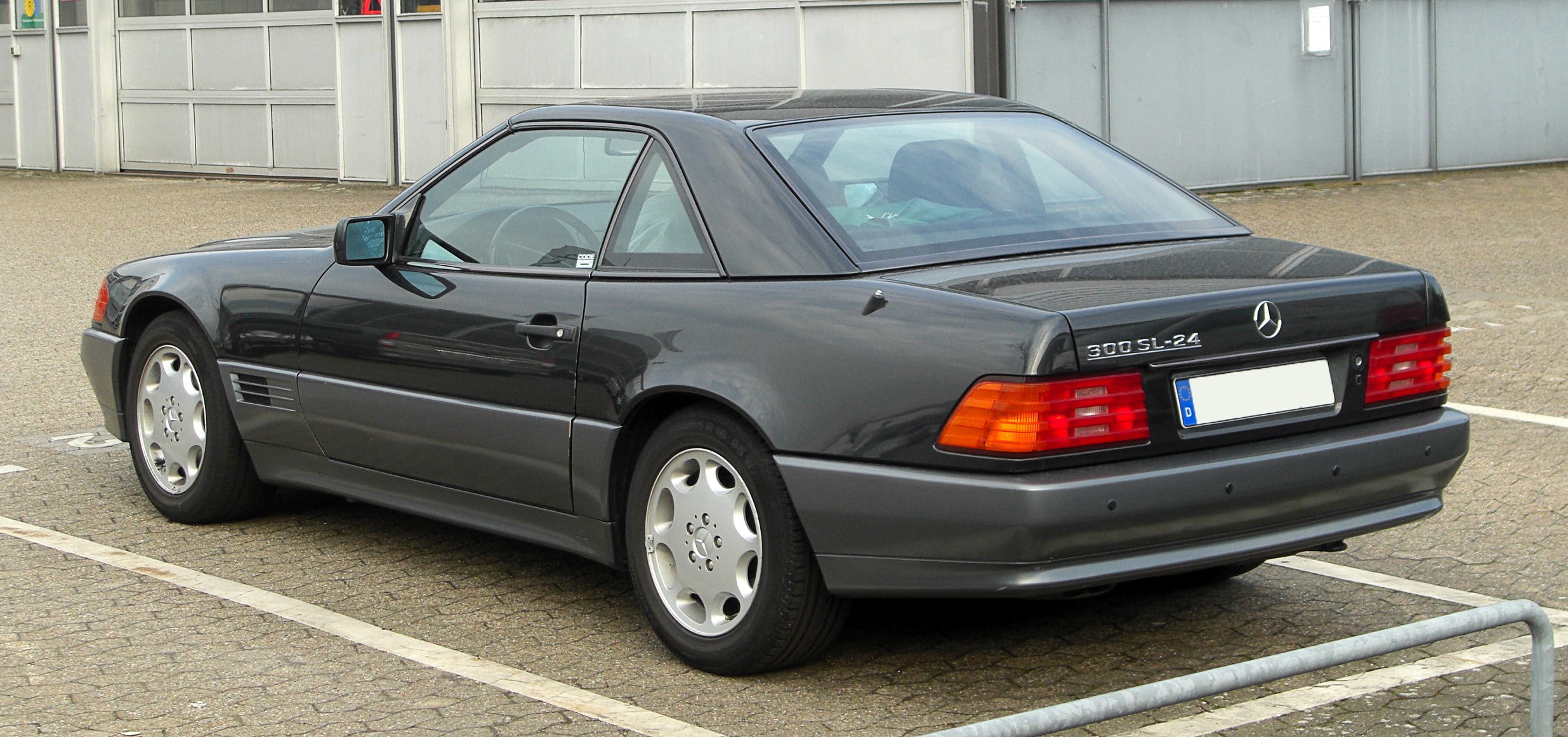
300 SL-24
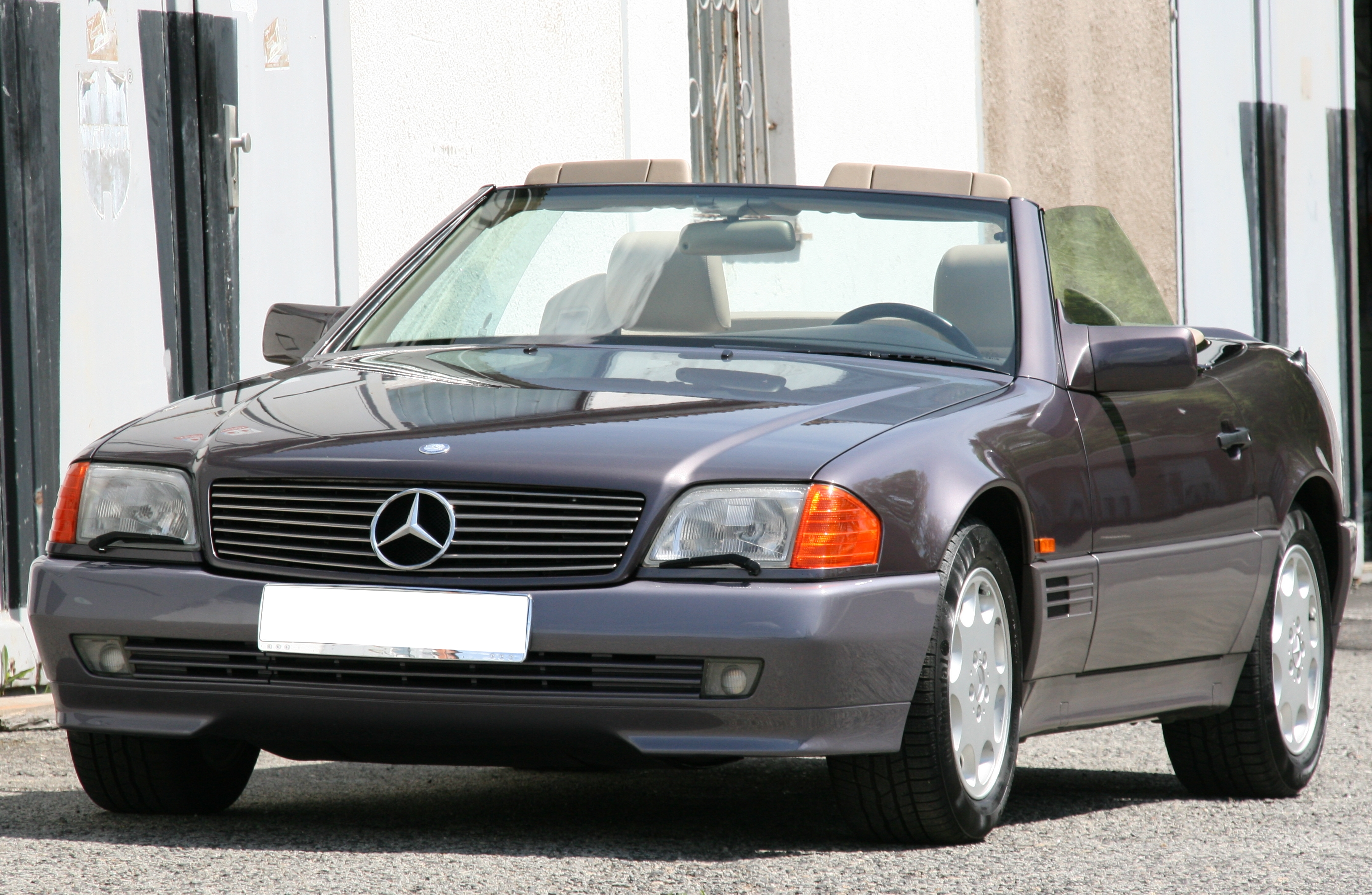
R 129 mit offenem Verdeck
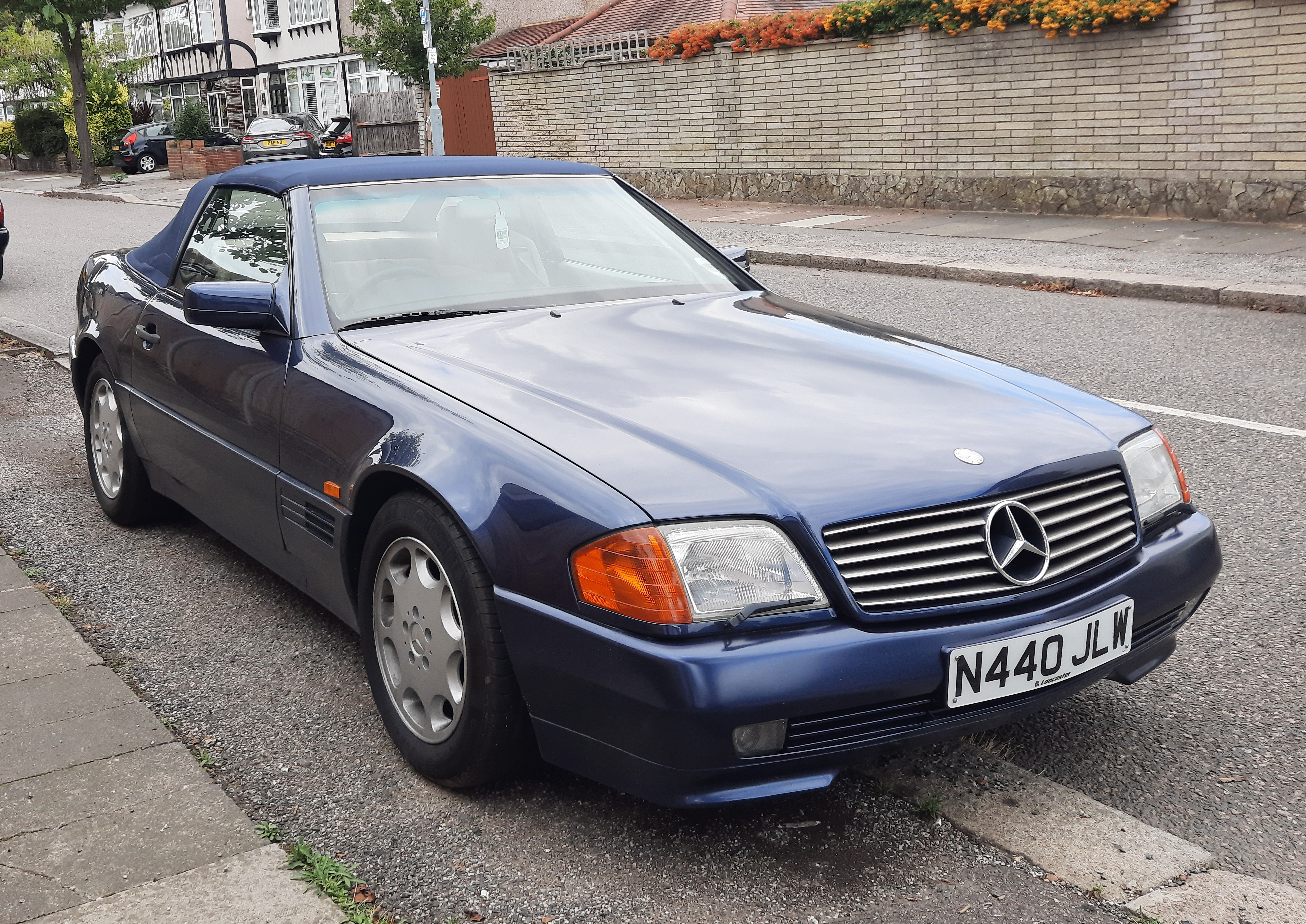
R 129 Rechtslenker
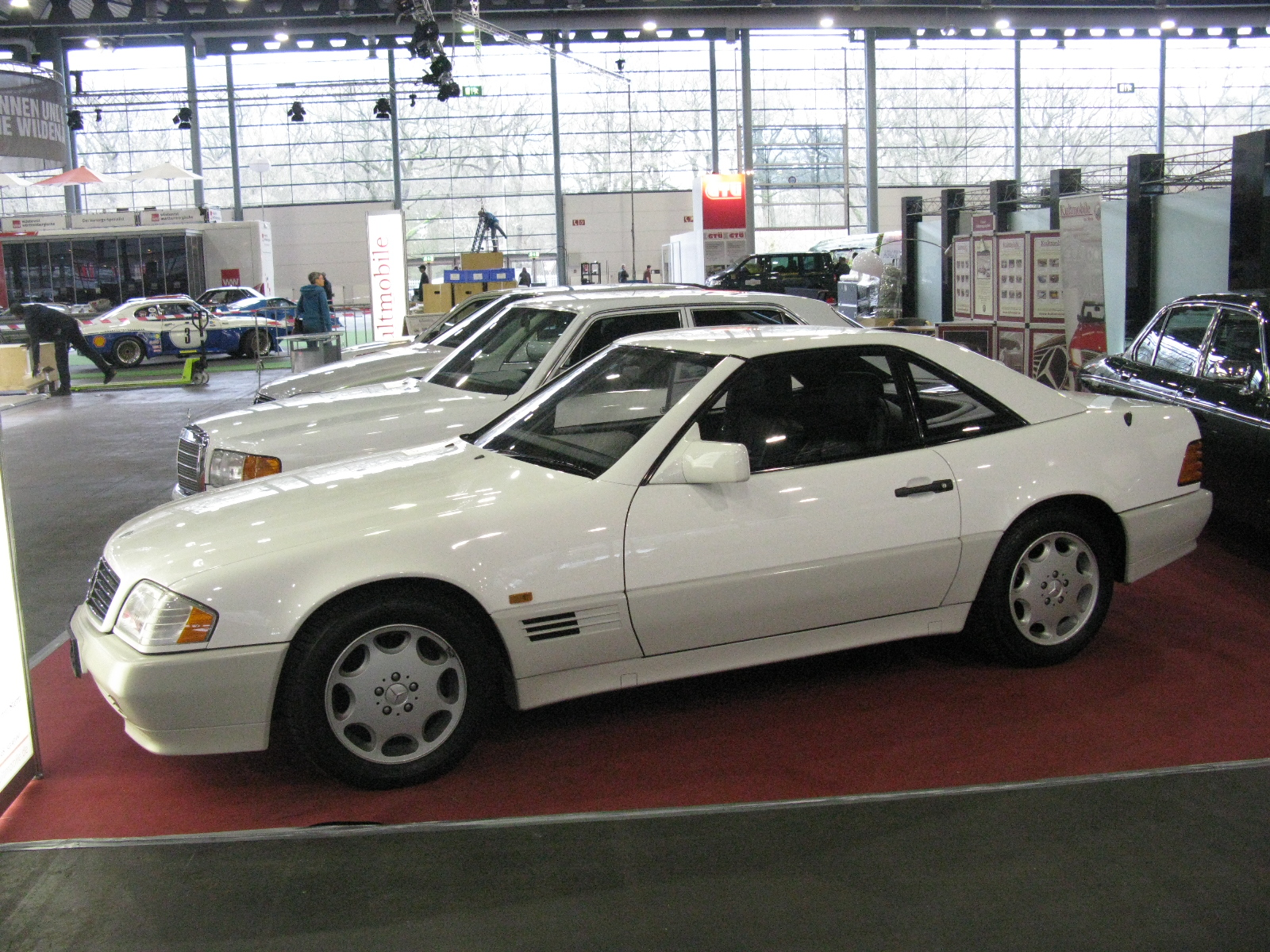
280 SL (USA)
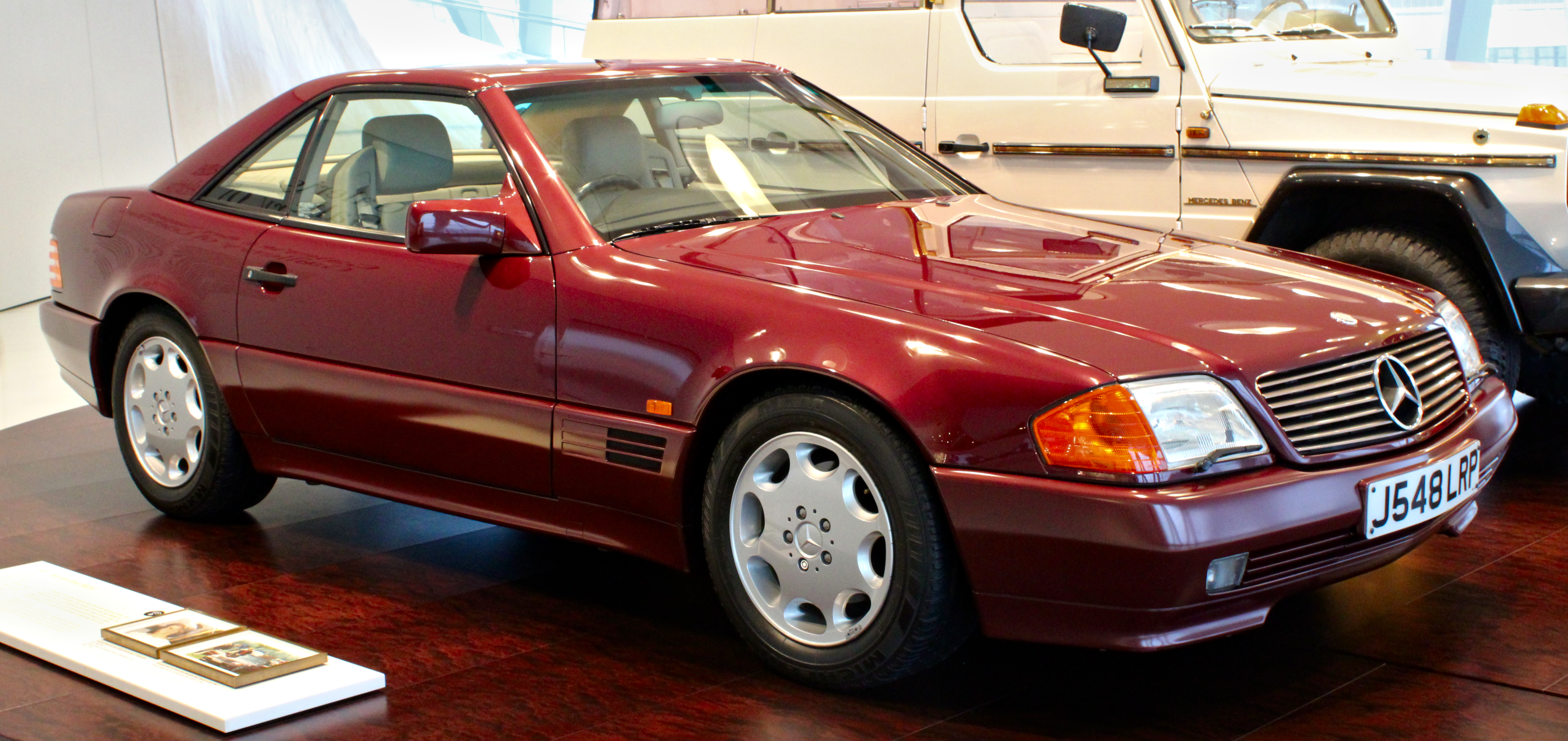
Prinzessin Dianas 500 SL im Mercedes-Benz-Museum
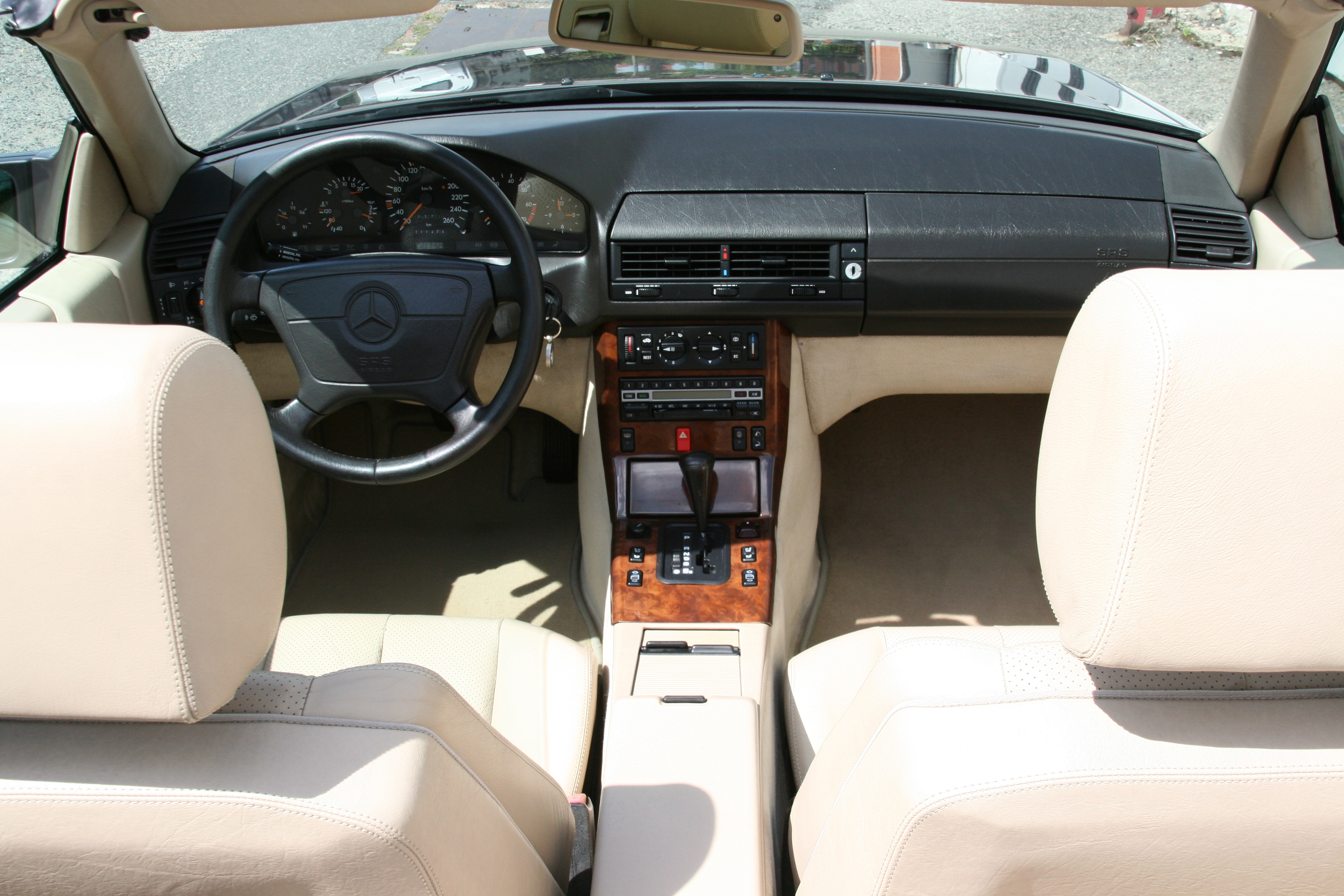
R 129 Interieur
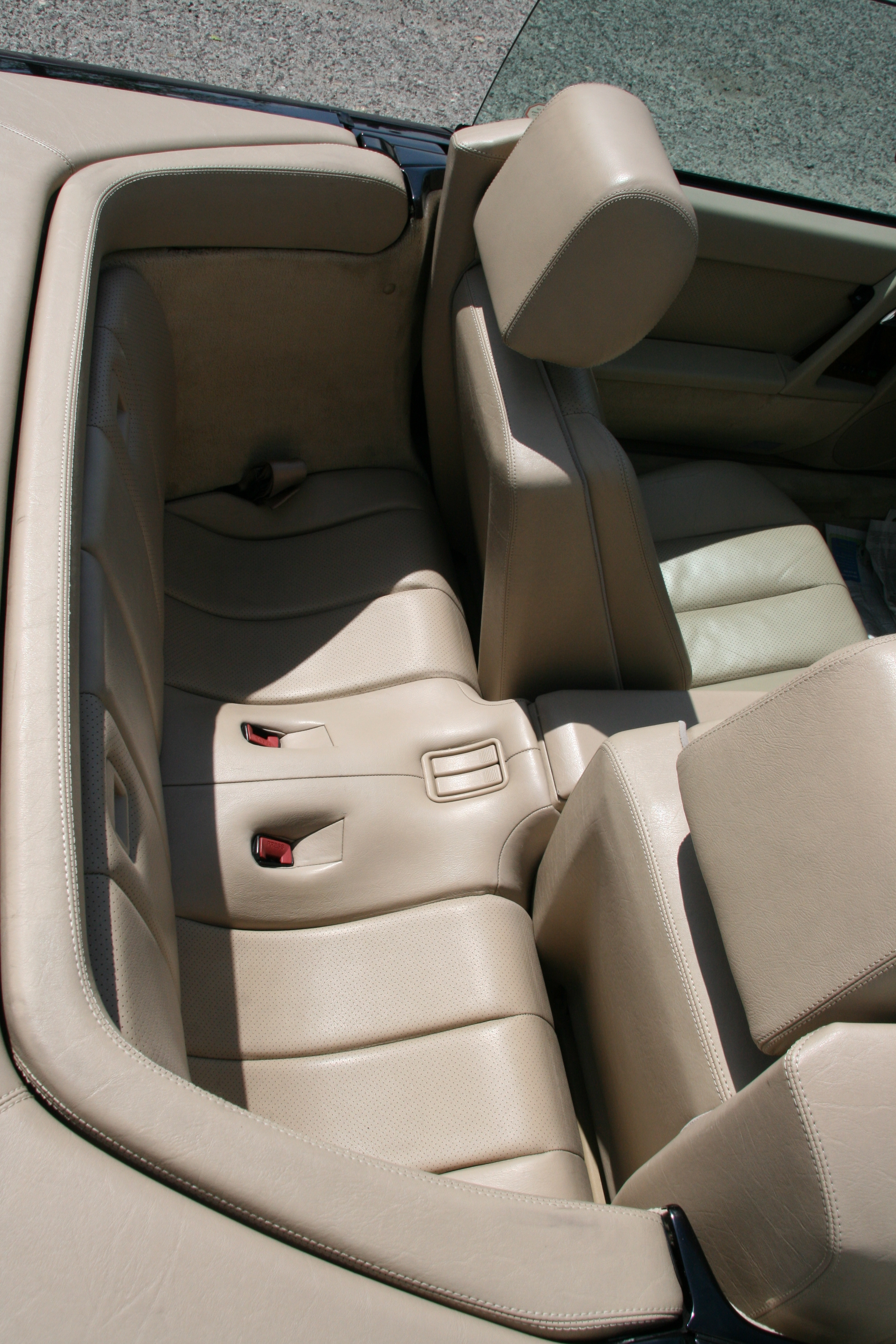
Ausfahrbarer Überrollbügel im Fond

### Serienlackierungen
Der R 129 war zu Produktionsbeginn ab Werk in 10 Serienlackierungen und 14 Metallic-Lackierungen erhältlich. Bug- und Heckschürze sowie Seitenflanken waren in 12 dazu passenden Kontrastfarben lackiert. Das Verdeck gab es wahlweise in schwarz (740), blau (744) und braun (746).
| Kontrastfarbe     | Serienlackierung    | Metallic-Lackierung                   |
| ----------------- | ------------------- | ------------------------------------- |
| muschelgrau (176) | pueblobeige (651)   | anthrazitgrau (172) rauchsilber (702) |
| stratusgrau (177) | liasgrau (751)      | astralsilber (735)                    |
| kiwigrün (211)    | achatgrün (815)     | nachtgrün (254) nelkengrün (261)      |
| taxusgrün (212)   | –                   | petrol (877)                          |
| andorblau (301)   | surfblau (900)      | diamantblau (355) nautikblau (929)    |
| rioblau (309)     | dunkelblau (904)    | –                                     |
| chincilla (477)   | –                   | bisonbraun (432) impala (441)         |
| tartanrot (515)   | signalrot (568)     | –                                     |
| navarrarot (521)  | barolorot (540)     | almandinrot (512) pajettrot (587)     |
| safaribeige (631) | hellelfenbein (623) | –                                     |
| altograu (700)    | schwarz (040)       | perlmuttgrau (122) blauschwarz (199)  |
| satograu (738)    | arkticweiß (147)    | –                                     |

### Modellpflege zur IAA 1995
Im September 1995 wurde die Baureihe R 129 überarbeitet und auf der Frankfurter IAA 1995 vorgestellt. Die Modellpflege umfasste unter anderem:
- Neugestaltete Front- und Heckstoßfänger
- Farblose Deckgläser an den vorderen Blinkleuchten
- Dezent veränderter Kühlergrill mit nunmehr sechs statt sieben Lamellen
- Seitenwandverkleidungen und Stoßfänger nicht mehr in Kontrast-, sondern in Wagenfarbe
- Rot erscheinende, bichromatische Heckleuchten
- Neue Leichtmetallräder im 12-Loch-Design
- Türverkleidungen, Lenkrad und Sitzdesign leicht modifiziert
- Neues 5-Gang-Automatikgetriebe für SL 500 und SL 600
- Modifizierter V12- und 5,0-l-V8-Motor
- Elektronisches Stabilitätsprogramm (ESP) (Serie nur beim SL 600)
- Aluminium-Hardtop mit Glasdach und Sonnenrollo (Option)
- Xenon-Scheinwerfer (Option)
- Ab Juni 1996 neues 5-Gg.-Automatikgetriebe auch für SL 280 und SL 320

### 1995 bis 1998
Der modellgepflegte R 129 war 1995 in den vier Serienlackierungen schwarz (040), polarweiß (149), imperialrot (582) und dunkelblau (904) sowie in den neun Metallic-Lackierungen smaragdschwarz (189), turmalingrün (269), azuritblau (366), bornit (481), rubin (572), rauchsilber (702), onyxgrau (721), brilliantsilber (744) und beryll (888) erhältlich.

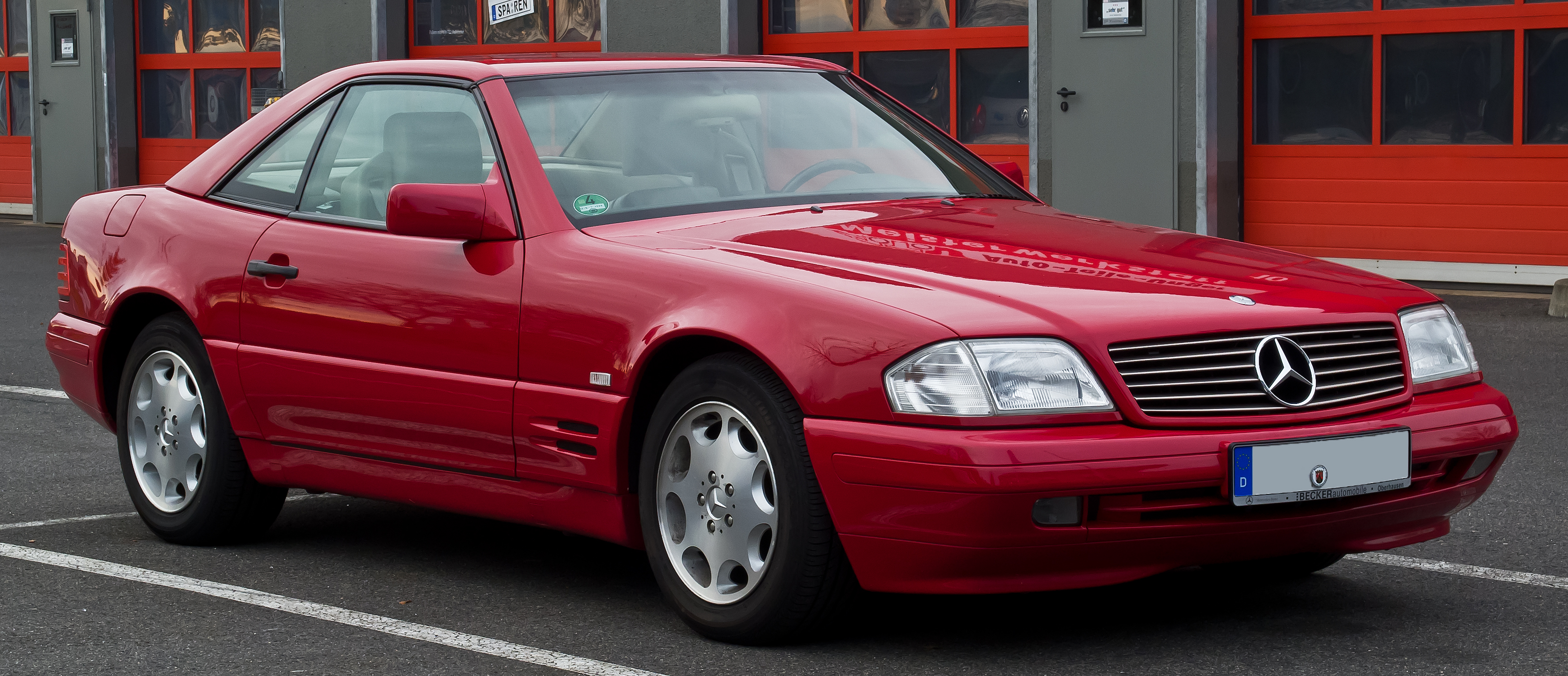
SL 320 (Frontansicht)
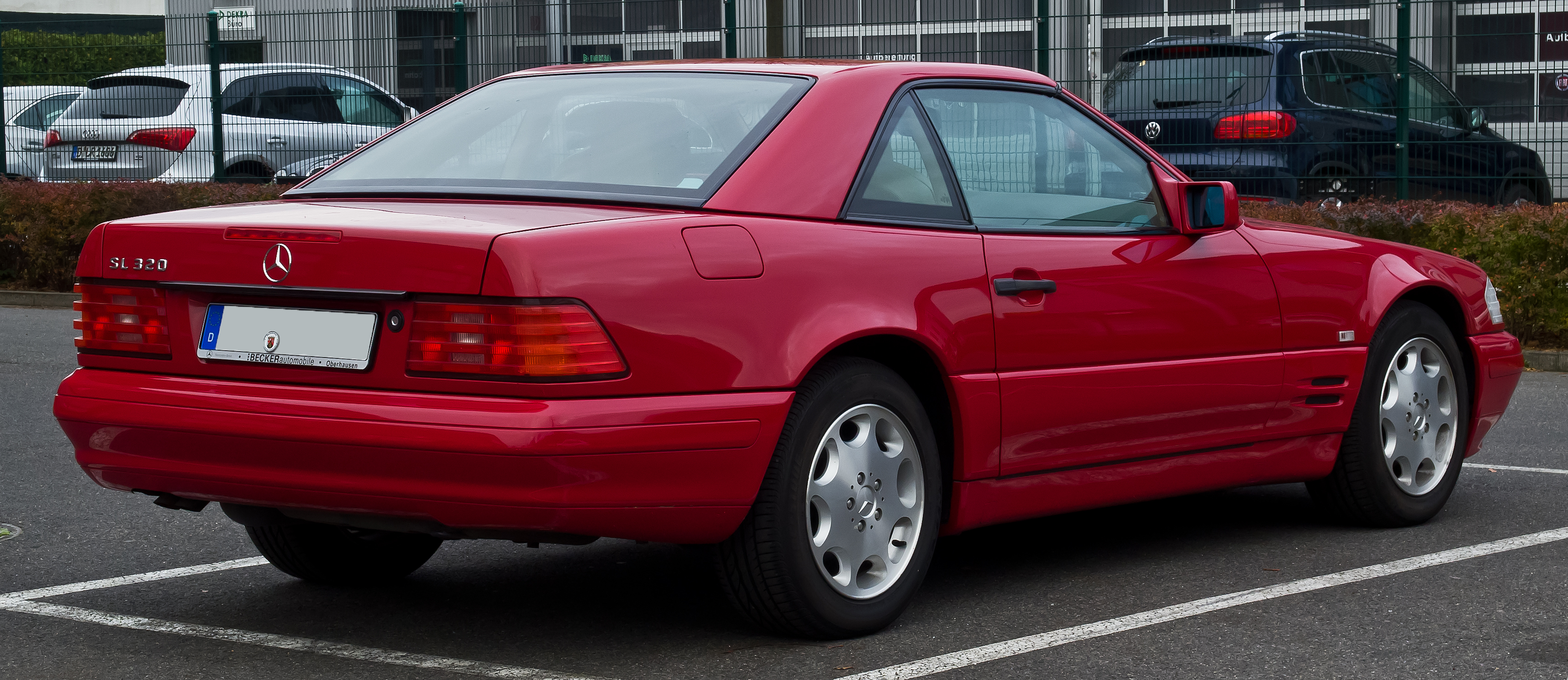
SL 320 (Heckansicht)
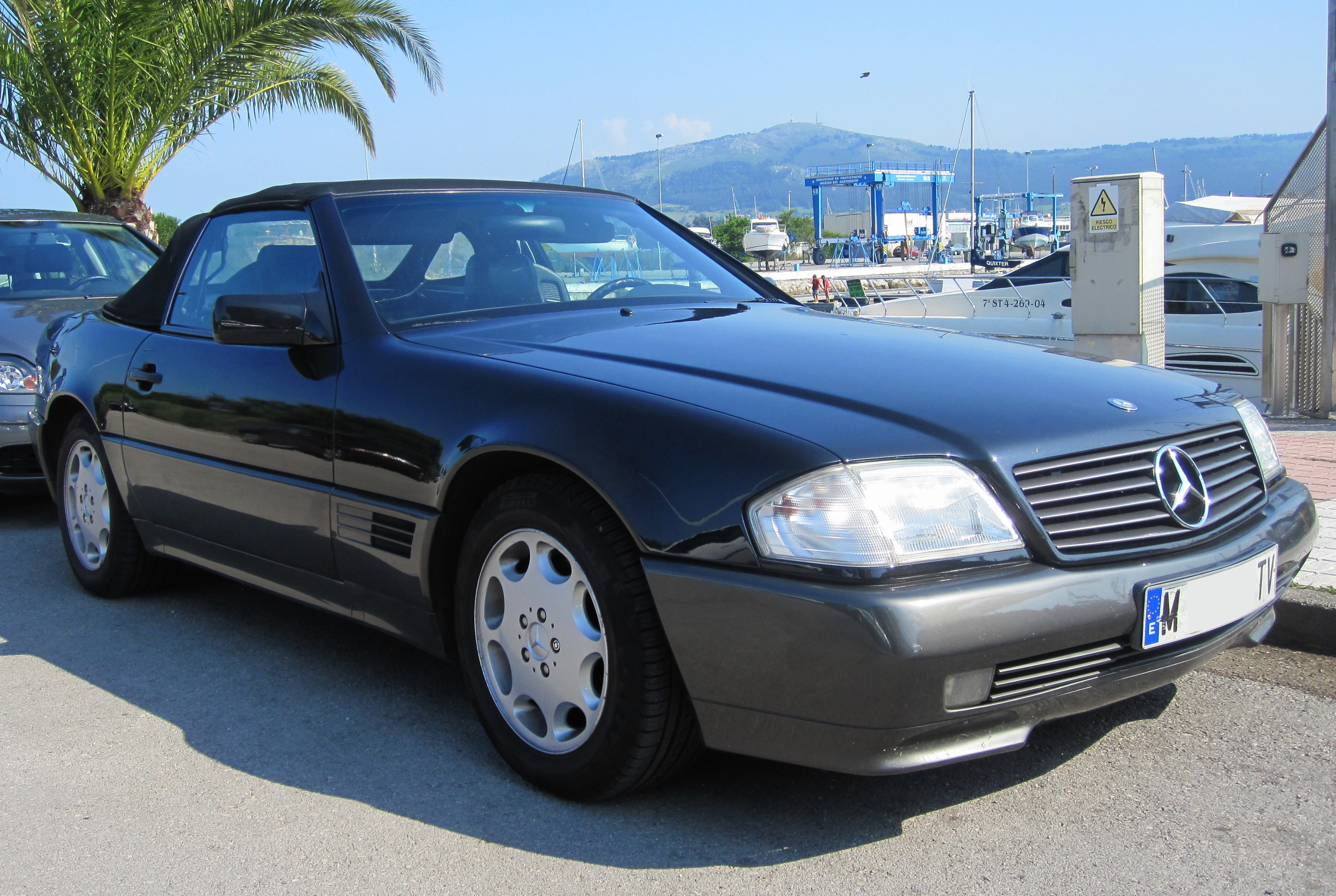
SL 500, Softtop (Frontansicht)
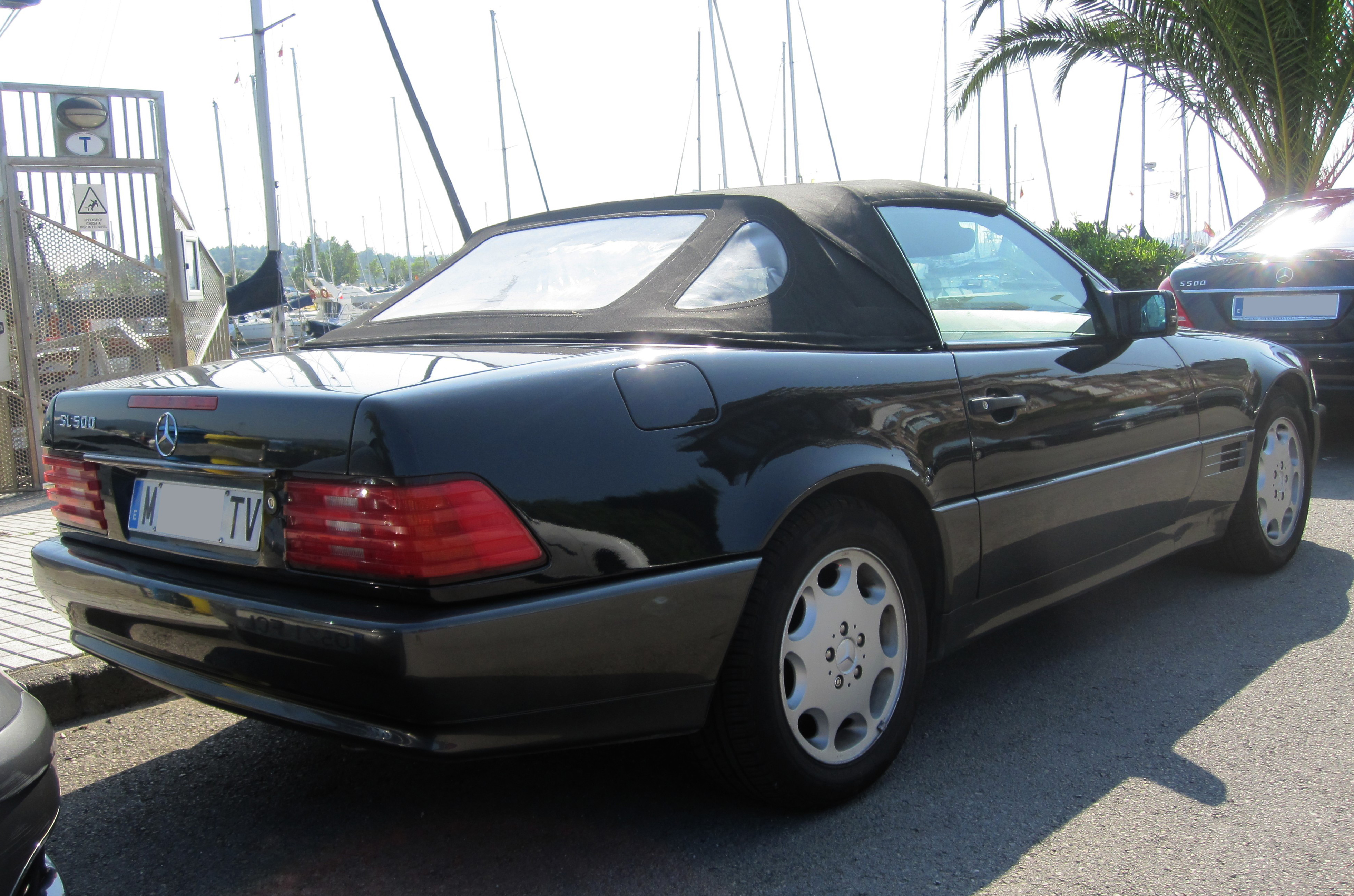
SL 500, Softtop (Heckansicht)
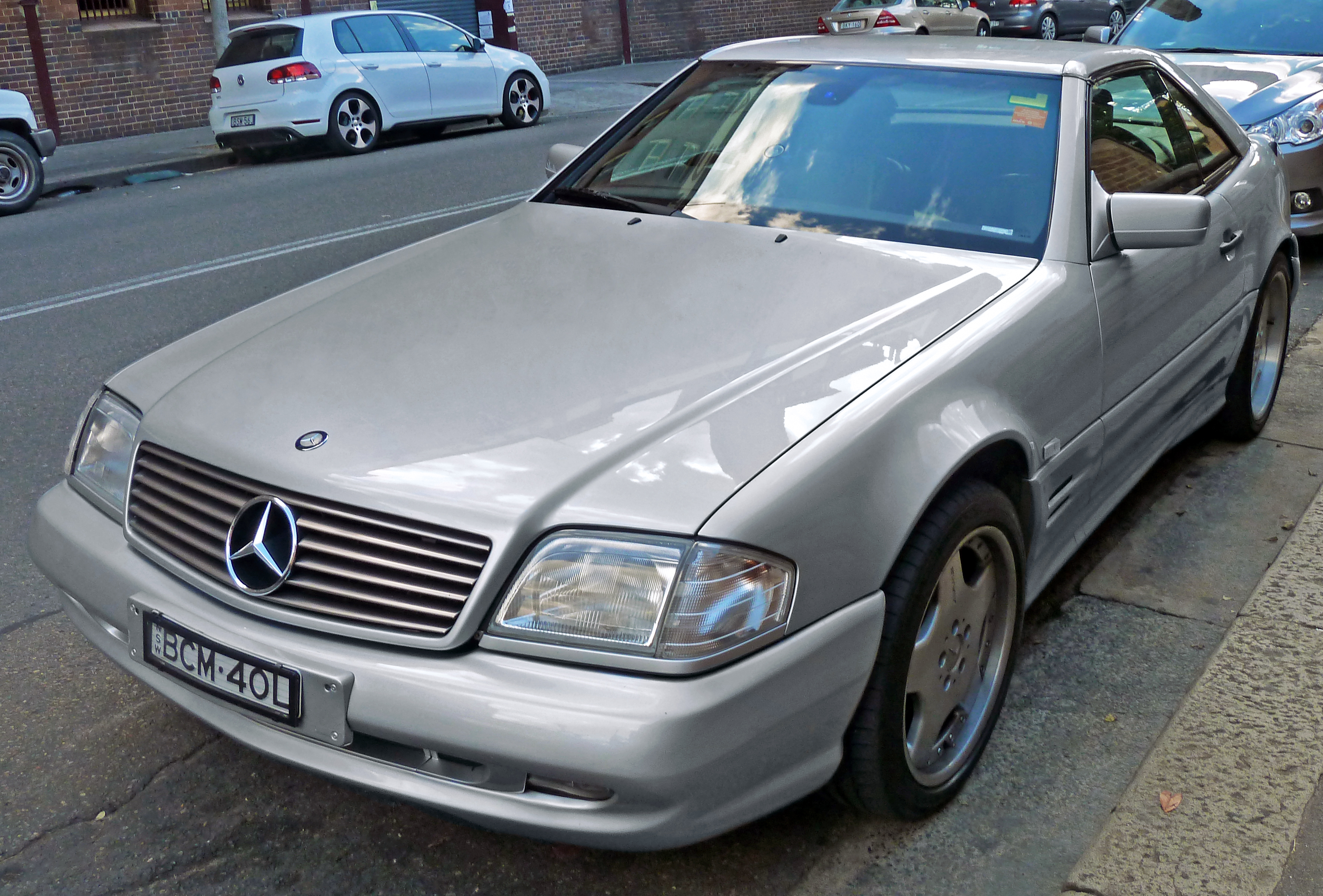
SL 60 AMG

### Modellpflege 1998 und 2000
Im April 1998 erfolgte die zweite Modell-Überarbeitung. Vorgestellt wurde diese auf dem Turiner Automobilsalon: Die Änderungen betreffen eher Details, am markantesten sind die neugestalteten Rückleuchten.
- Neue V6- und V8-Motoren mit Dreiventiltechnik
- Neue ovale Abgasendrohre
- Außenspiegel im SLK-Design
- Neu gestaltete Rückleuchten
- Türgriffe und Karosserie-Anbauteile in Wagenfarbe lackiert
- Überarbeitete und größere Bremsanlage an der Vorderachse mit neugestalteten Fünfloch-Leichtmetallrädern und Reifen der Dimension 245/45 ZR 17
- Ab Juni 1998: SL 60 AMG nicht mehr lieferbar

Die finale und dritte Modellpflege (ab Modelljahr 2000) betrifft nur noch Details:
- Neue Lederexklusivausstattung: Im Gegensatz zu der früheren Ausführung ist nun das Nappaleder weicher und hat eine feine Narbung
- Kleinere Technikänderungen (Funkfernbedienung, APS30, Motorsteuerung etc.)

### 1998 bis 2001

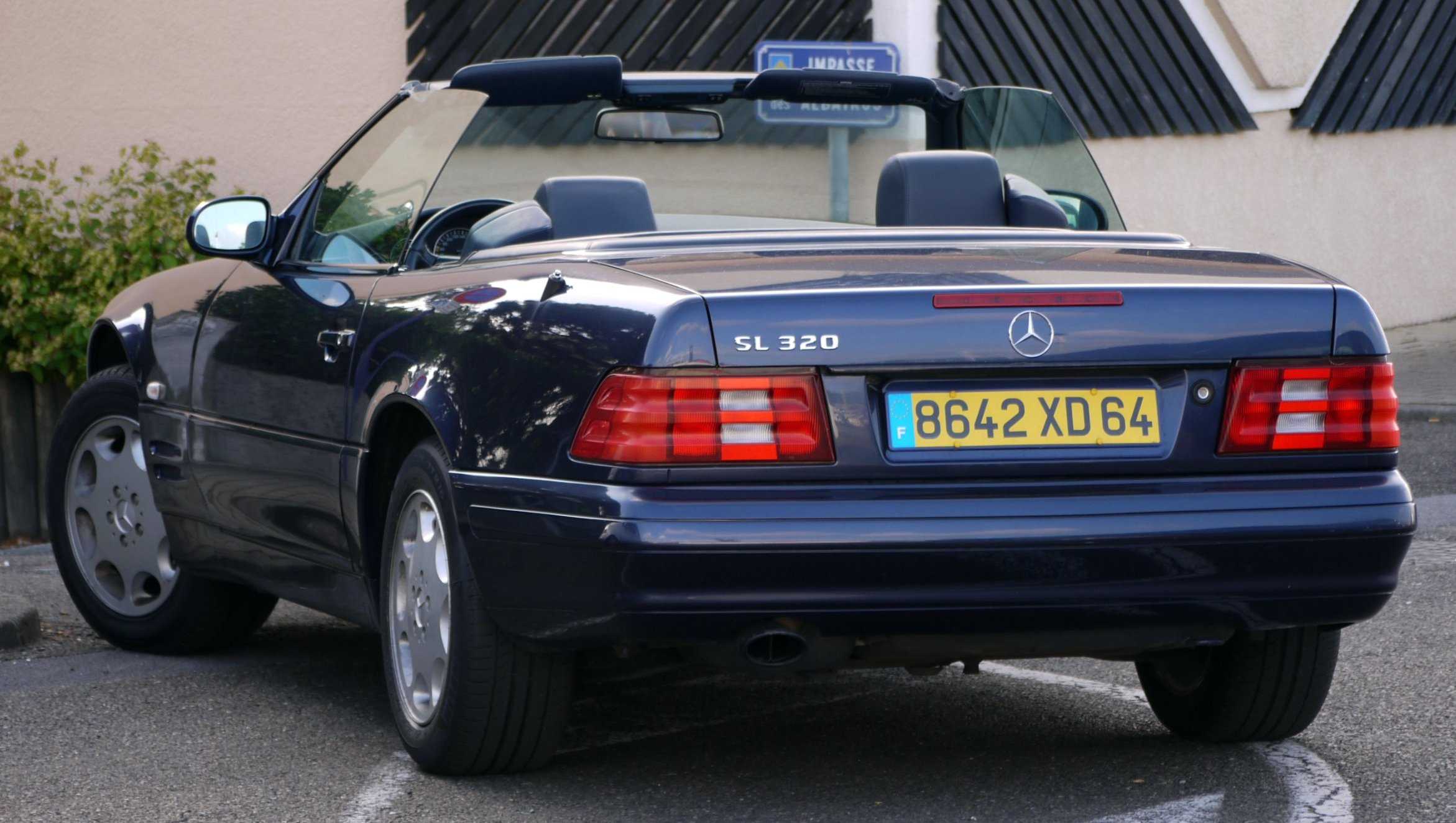
SL 320, Heckansicht
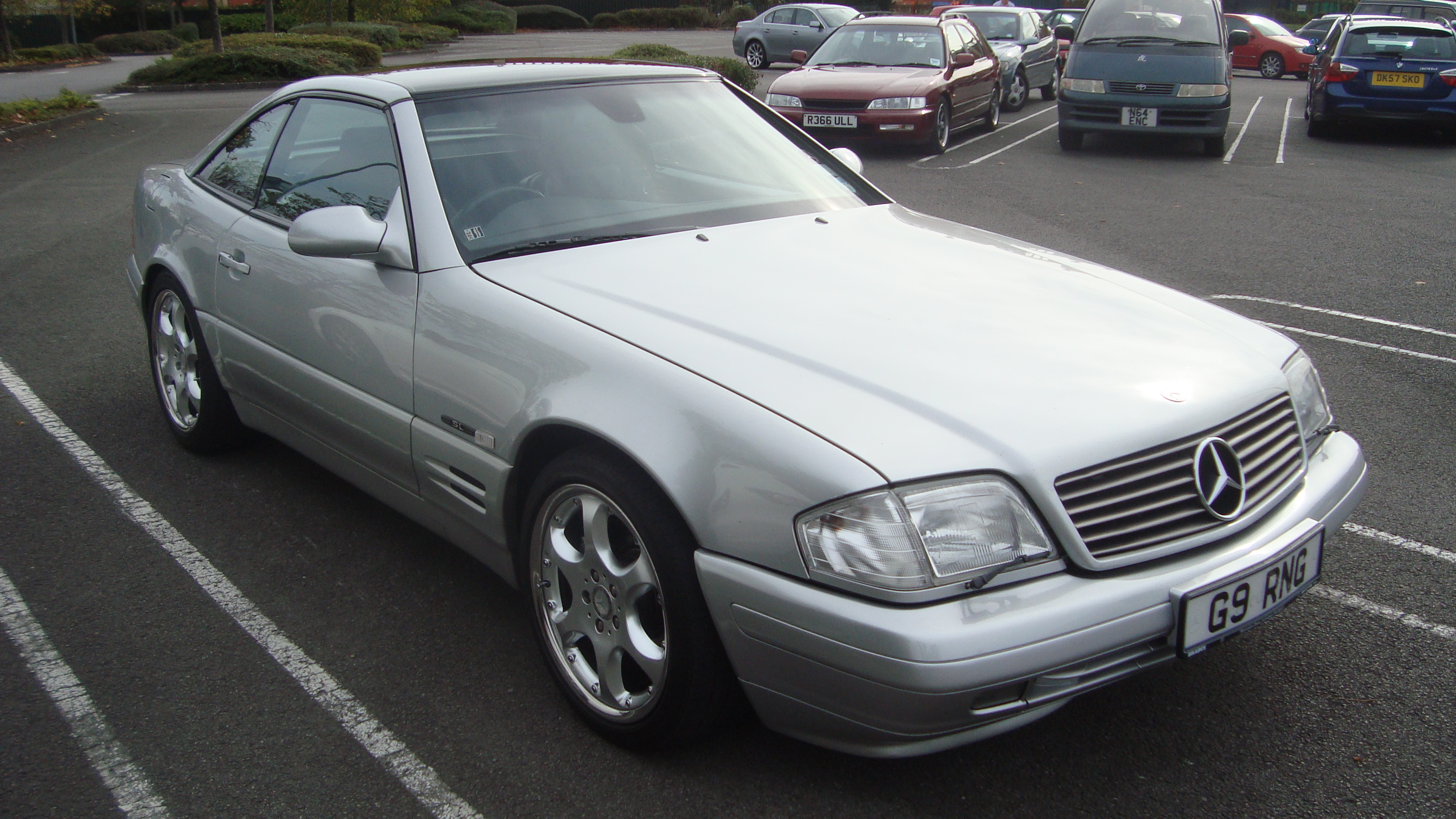
SL 500 mit Hardtop
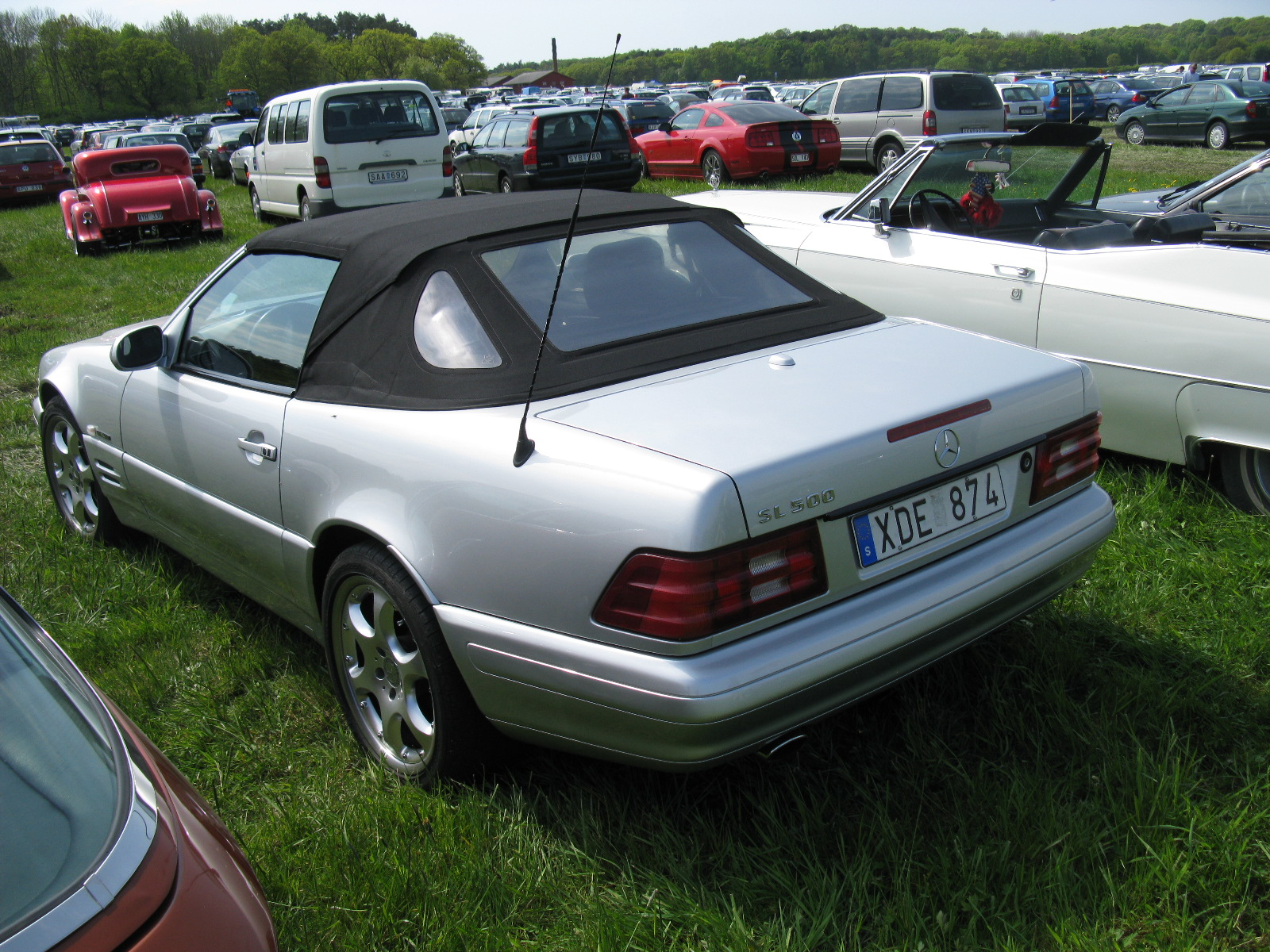
SL 500 Softtop (Heckansicht)
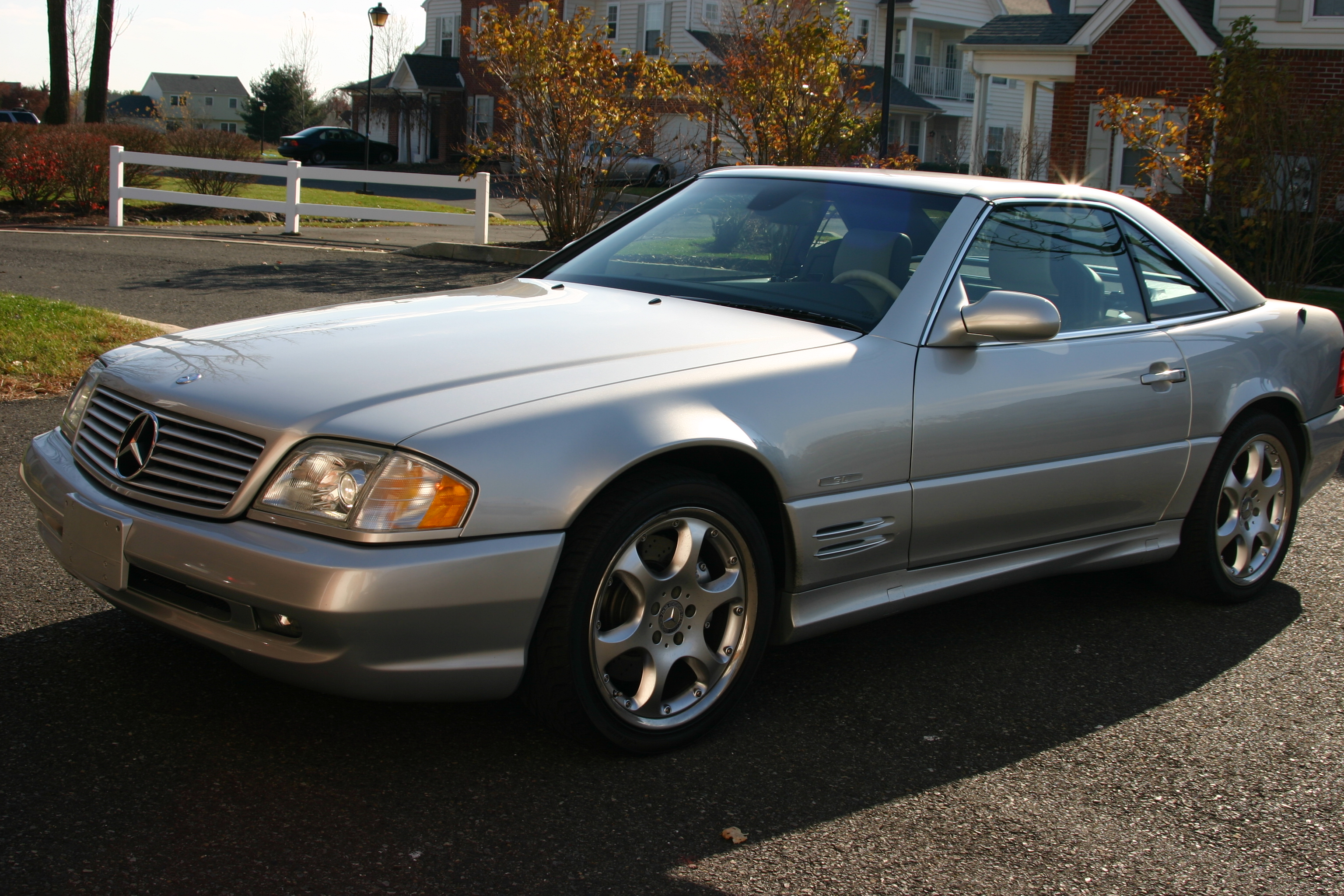
SL 500 Silver Arrow Sondermodell, (US-Version)
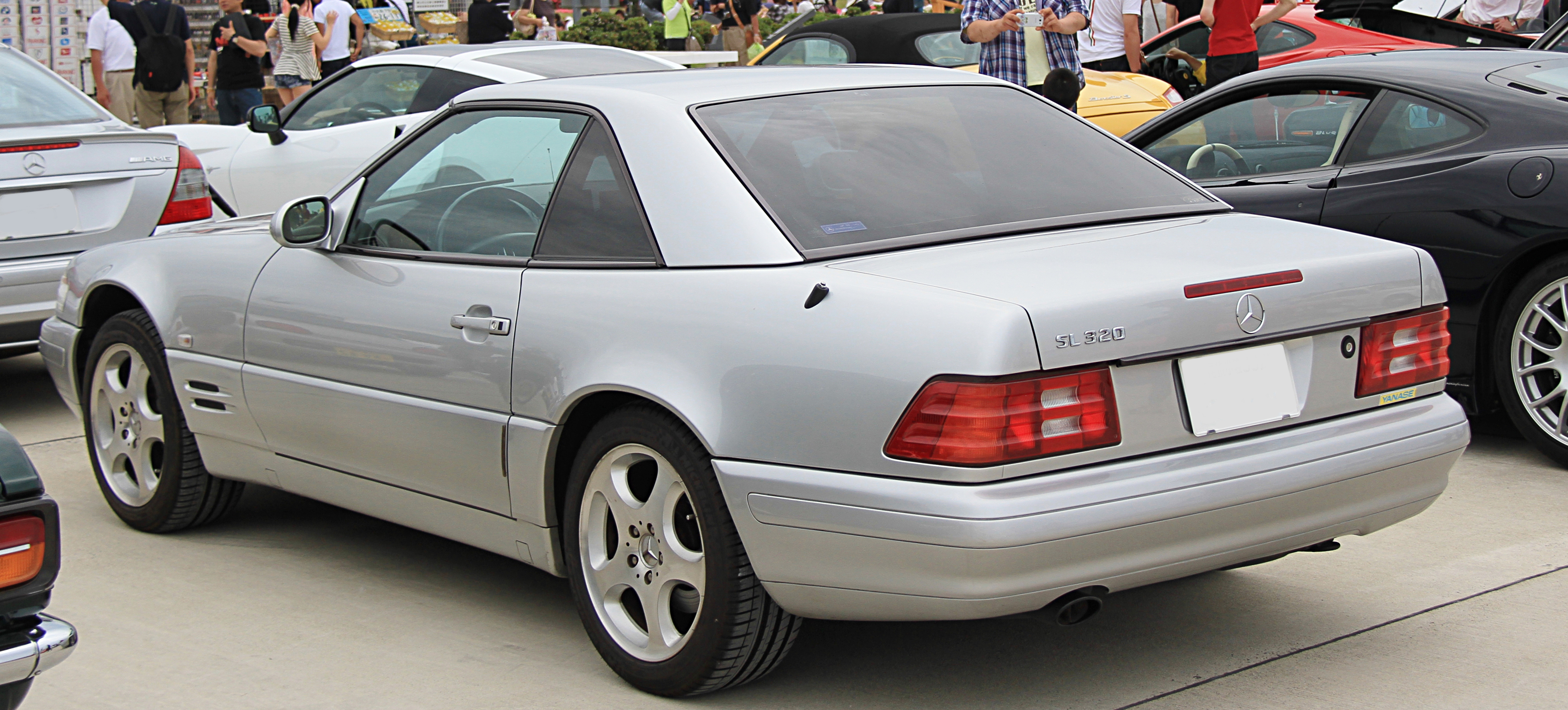
SL 320 (US-Version)

### Sondermodelle
| Modell                            | Baujahr    | Stückzahl | Ausgangsmodell                 | Änderungen |
| --------------------------------- | ---------- | --------- | ------------------------------ | --- |
| Mille Miglia                      | April 1994 | 10        | 500 SL                         | Außen: Karosserie, Stoßfänger und Verkleidungsteile in Brillantsilber, Mille-Miglia-Emblem an den seitlichen Luftaustritten Innen: Leder in Blau, Sitzmittelbahnen, Türverkleidungseinsätze in blauem Sonderstoff Karo als Reminiszenz an den 300-SL-Flügeltürer, sämtliche Holzverkleidungen in Vogelaugenahorn dunkelblau, Holz-Lederlenkrad ebenfalls mit blauem Leder und dunkelblauen Vogelaugenahorn-Einsätzen, oben im Automatik-Wahlhebel ist die Produktionsnummer sowie das Mille-Miglia-Symbol eingesetzt |
| Special Edition                   | 1995       | 630       | SL 280, SL320, SL 500          | Außen: Karosserie, Stoßfänger und Verkleidungsteile in Brillantsilber Code 744, Rotes Stoffverdeck, 17-Zoll-Leichtmetallräder EVO 2, Zielflagge an den seitlichen Luftaustritten der vorderen Kotflügeln, Innen: Ledersitze schwarz mit Sitzmittelbahn und Kopfstütze in Rot, mit roten Ziernähten, Blinker in US-Ausführung, Mittelkonsole, Schalthebel und Türeinlageleisten in Kohlenstofffasergewebe, Lenkrad und hinterer Verdeckkasten mit roten Ziernähten, Bodenteppich Schwarz mit roter Umfassung. |
| 40th Anniversary Roadster Edition | 1997       | 750       | SL 320, SL 500                 | Außen: Karosserie, Stoßfänger und Verkleidungsteile in Designo Blau Code 012, (SL 320) mit blauem Stoffverdeck oder Designo Rot Code 019 (SL 500) mit schwarzem Stoffverdeck, 17-Zoll-Leichtmetallräder EVO 2 (nur SL 500) Innen: Ledersitze in Grau (SL 320) oder Champignon (SL 500), Blinker in US-Ausführung, Mittelkonsole, Tür Einlage und Lenkrad (Holz/Leder) in Designo Blau (SL 320) oder Kastanie (SL 500), Bodenteppich Schwarz mit eingesticktem 40th Anniversary Logo |
| Special Edition                   | 1998       | 500       | SL 280, SL 320, SL 500, SL 600 | Außen: Karosserie, Stoßfänger und Verkleidungsteile in Obsidianschwarz Code 197, Rotes Stoffverdeck, 18-Zoll-Leichtmetallräder EVO 2, Kotflügelschild mit Special Edition Schriftzug an den vorderen Kotflügeln, Einstiegsleisten Edelstahl mit Special Edition Schriftzug Einprägung. Innen: Ledersitze inkl. Kopfstützen in Rot mit schwarzen Ziernähten, Mittelkonsole, Schalthebel, Lenkradkranz (teilweise) und Türeinlageleisten in Wurzelnuss schwarz, Special Edition Logo in Holz der Mittelkonsole eingelassen, Kombiinstrument Frontrahmen in Rot, Bodenteppich Schwarz mit roter Umfassung. |
| Designo Edition (MB UK)           | 1998       | 150       | SL 280, SL 320, SL 500, SL 600 | Außen: Karosserie, Stoßfänger und Verkleidungsteile in Designo Varicolor Code 017, blaues Stoffverdeck, 17-Zoll-Leichtmetallräder EVO 2 (SL 320) oder 18-Zoll-AMG Leichtmetallräder (ab SL 500) Innen: Ledersitze in Designo Grau, Mittelkonsole, Tür Einlage und Lenkrad (Holz/Leder) in dunklem Wurzelnuss, Einstiegsleisten Edelstahl mit Special Edition Schriftzug |
| Designo Edition (MB Japan)        | 1998       | 67        | SL 500                         | Außen: Karosserie, Stoßfänger und Verkleidungsteile in Designo Varicolor Code 017, blaues Stoffverdeck, Panorama Hardtop, 17-Zoll-Leichtmetallräder EVO 2 (SL 320) oder 18″ AMG Leichtmetall Felgen (ab SL 500) Innen: Ledersitze exclusiv in Grau mit Sitzmittelbahn in Ultramarin, Mittelkonsole, Tür Einlage und Lenkrad (Holz/Leder) in Designo Holz Ultramarin, Bodenteppich Schwarz mit Umfassung in Ultramarin |
| Mille Miglia                      | 1999       | 10        | SL 55 AMG                      | Außen: Karosserie, Stoßfänger und Verkleidungsteile in Designo Silber Code 029, schwarzes Stoffverdeck, Kotflügelschild und Kofferraum Plakette mit Mille-Miglia-Schriftzug Innen: Ledersitze schwarz, Mittelkonsole, Tür Einlage und Lenkrad (Holz/Leder) in Kohlenstofffaser designo silber |
| SL Edition                        | 2000       | 700       | SL 320, SL 500                 | Außen: Karosserie, Stoßfänger und Verkleidungsteile in Designo Mystic Blau Code 032 mit blauem Stoffverdeck oder Brillantsilber Code 744 mit schwarzem Stoffverdeck, Kotflügelschild mit SL-Edition Schriftzug, 18-Zoll-BBS-Albireo-Rädern, Bremsscheiben gelocht, Bremssättel silber lackiert Innen: Perforierte schwarze Nappaledersitze mit silbernem Unterzug, Fondsitze, Mittelkonsole, Tür Einlage und Lenkrad (Holz/Leder) in Vogelaugenahorn schwarz, Schaltkulisse in Alu-Perlschliff mit Chromrahmen, Alublende im Kombiinstrument und an der Schaltkonsole im Perlschliff mit weißen Instrumenten Zeiger, beleuchtete Einstiegsleisten mit „SL Edition“-Schriftzug, Windschott mit Chromrahmen, Bodenteppich Schwarz mit Umfassung in Silber und SL Plakette. |
| Final Edition                     | 2000       | 674       | SL280, SL320, SL500            | Außen: Karosserie, Stoßfänger und Verkleidungsteile in Designo Brillantschwarz Code 025 oder Silver Arrow Code 777, mit schwarzem Stoffverdeck, Kotflügelschild mi SL Final Edition Schriftzug, 18-Zoll-AMG Leichtmetallräder, Innen: Exclusiv Lederausstattung schwarz mit silberfarbenen Ziernähten, Mittelkonsole, Tür Einlage und Lenkrad (Holz/Leder) in Curly Ahorn, Final Edition Plakette auf Mittelkonsole, Schaltkulisse mit Chromrahmen, Kombiinstrument mit Chromrahmen und Chromzierringe um die Instrumente sowie weißen Instrumenten Zeiger und Mittelabdeckung der Zeiger Aluminium, Edelstahleinstiegsleisten beleuchtet mit „Final Edition“-Schriftzug, Bodenteppich Schwarz mit Umfassung in Silber und SL-Plakette. |
| FormulaOne Edition                | 2000       | 20        | SL 500                         | Außen: Karosserie, Stoßfänger und Verkleidungsteile in Designo Brillantschwarz Code 025, schwarzem Stoffverdeck, Kotflügelschild mit Formula One Edition Schriftzug, 18-Zoll-AMG Leichtmetallräder Innen: Lederausstattung schwarz, Mittelkonsole, Tür Einlage und Lenkrad (Holz/Leder) in Alu Silber, Windschott mit Chromrahmen |
| Mille Miglia                      | 2000       | 12        | 10 × SL 320, 2 × SL 500        | Außen: Karosserie, Stoßfänger und Verkleidungsteile in Brillantsilber Code 744, Stoffverdeck schwarz, Kotflügelschild mit Mille Miglia Edition 2000 Schriftzug, 18-Zoll-AMG Leichtmetallräder, Bremsscheiben gelocht, Bremssättel silber lackiert Innen: Nappa Lederausstattung schwarz perforiert mit silberfarbenen Unterzug, Mittelkonsole, Tür Einlage und Lenkrad (Holz/Leder) in Vogelaugenahorn schwarz, Nummerierte Mille Miglia Plakette auf Ascherdeckel und Beschriftung „Edition 2000 Series x/12“ (mit x als fortlaufende Nummerierung von 1 bis 12), Schaltknauf mit Namen der Fahrer, die diesen Wagen auf der Mille Miglia 2000 gefahren haben, Schaltkulisse in Aluminiumstruktur mit Chromrahmen, Kombiinstrument mit Frontrahmen in Aluminiumstruktur und weißen Instrumentenzeigern, Edelstahleinstiegsleisten beleuchtet mit „Mille Miglia 2000 Edition“ Schriftzug, schwarzer Teppich mit Umfassung in Silber und gesticktem Mille-Miglia-Emblem |
| Silver Arrow Edition USA          | 2001       | 1550      | 1450 × SL 500, 100 × SL 600    | Außen: Karosserie, Stoßfänger, Verkleidungsteile in Silver Arrow Metallic Code 777, Stoffverdeck schwarz, Kotflügelschild mit Silver-Arrow-Schriftzug, 18-Zoll-BBS-Albireo-Leichtmetallräder mit hochglänzendem Edelstahl-Anfahrschutz, Bremsscheiben gelocht, Bremssättel silber lackiert, Zierstäbe in Alu-Chromglanz, Panorama Hardtop bei SL 600, Auspuffblende in Edelstahl poliert, Kotflügel Lufteinlässe mit 2 Alu-Chromglanz-Finnen Innen: Lederausstattung schwarz mit Sitzmittelbahn und Kopfstützen in oriongrau, Türmittelfelder und Armauflage in oriongrau, Sitzmittelbahn mit eingeprägtem Silver Arrow Logo, Mittelkonsole und Tür-Einlage in Vogelaugenahorn schwarz, Silver Arrow Logo auf Ascherdeckel, Schaltkulisse in Aluminiumstruktur Perlschliff mit Chromrahmen, Kombiinstrument mit Frontrahmen in Aluminiumstruktur, Perlschliff und weißen Instrumentenzeigern mit Mittelabdeckung in Aluminium, Edelstahl-Einstiegsleisten beleuchtet mit „Silver-Arrow“ -Schriftzug, Bodenteppich Schwarz mit Umfassung in Silber und SL Plakette, Alu-Pedalerie mit Gumminoppen, Windschott mit Chromrahmen |
| Mille Miglia                      | 2001       | 13        | SL 600                         | Außen: Karosserie, Stoßfänger, Verkleidungsteile in Silver Arrow Metallic Code 777, Stoffverdeck schwarz, Kotflügelschild mit Mille Miglia 2001 Schriftzug, Mille Miglia Plakette am Heckdeckel, 18-Zoll-BBS-Albireo-Leichtmetallräder, Bremsscheiben gelocht, Bremssättel silber lackiert, Zierstäbe in Alu-Chromglanz, Verdeckkastendeckel hochglanzpoliert, Auspuffblende in Edelstahl poliert, Panorama Hardtop, Kotflügel |

## Motoren
Im R 129 wurden durchgängig Sechs-, Acht- und Zwölfzylinder angeboten. Anfangs standen die Modelle 300 SL, 300 SL-24 und 500 SL in den Preislisten. Ab 1992 war dann der erste Zwölfzylinder im SL, der 600 SL (später SL 600) lieferbar. Nach und nach bekam der SL die moderneren V6- und V8-Motoren aus der S-Klasse. Diese hatten Doppelzündung und drei Ventile pro Zylinder.

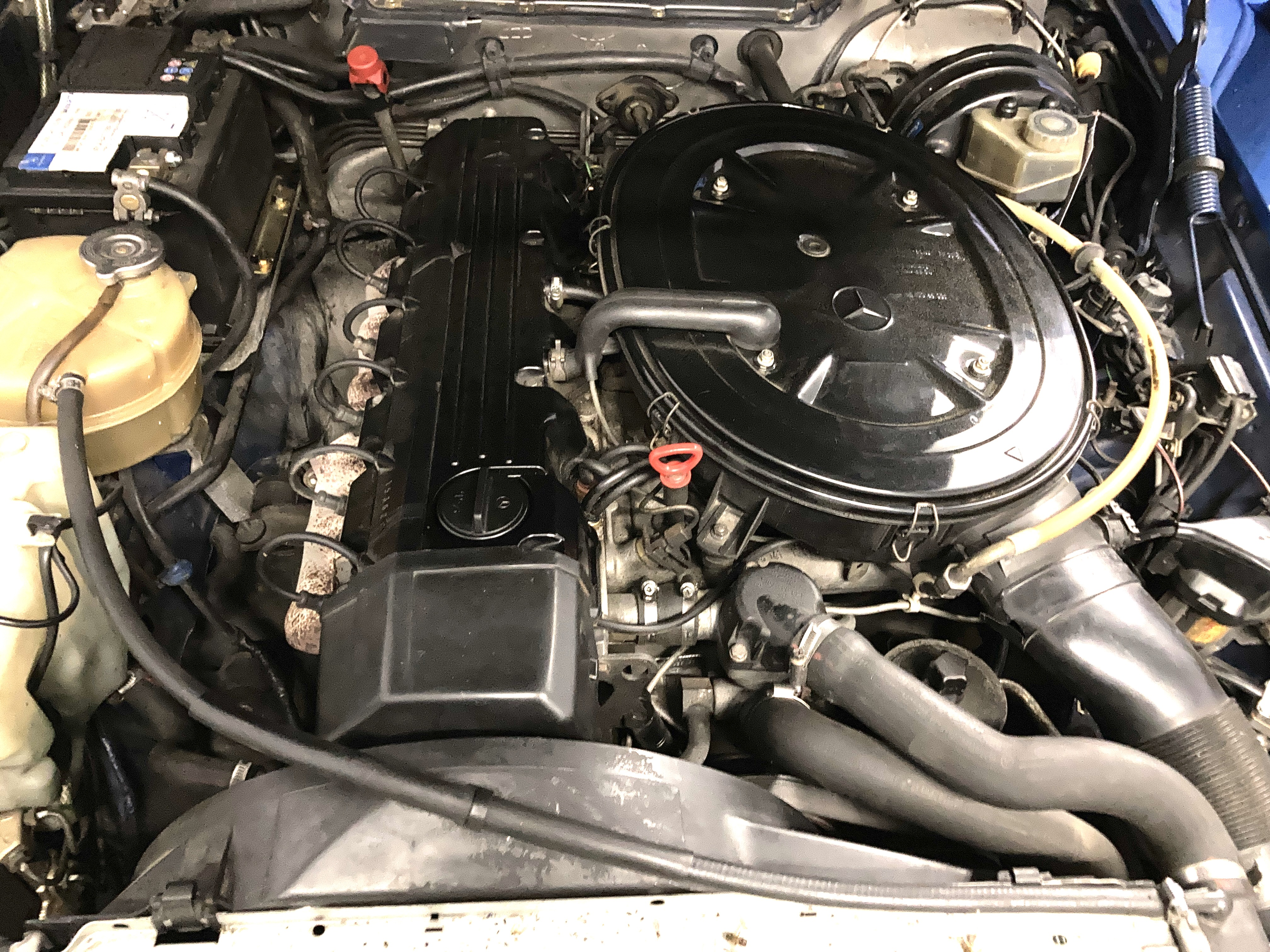
Motor M 103 im Motorraum des 300 SL, Bj. 1991
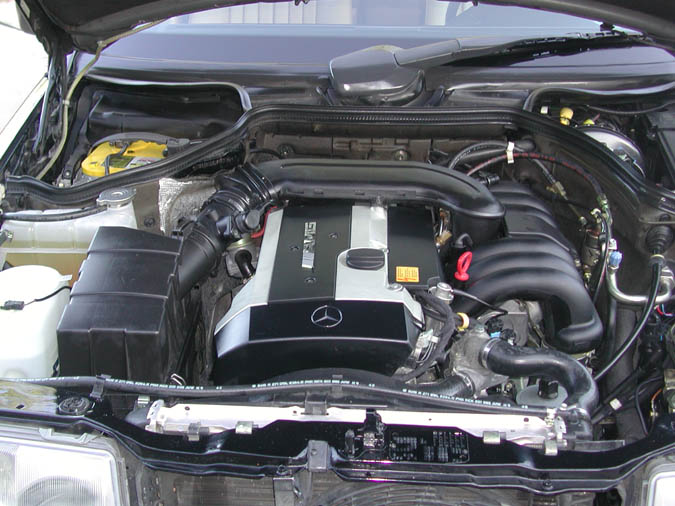
Motor M 104 AMG 3.6 im W 124
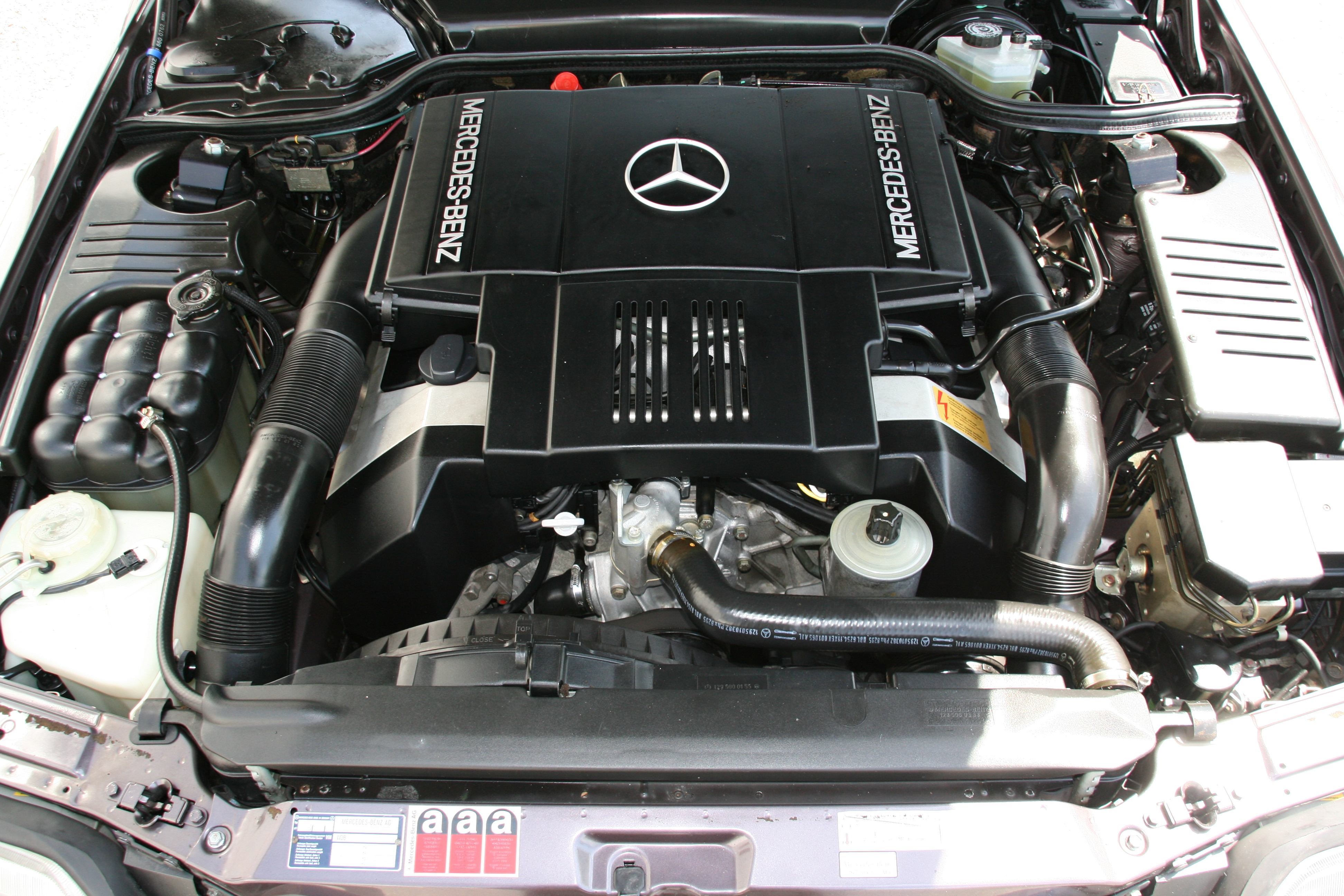
Motor M 119 LH V8 im SL 500, Bj. 1993
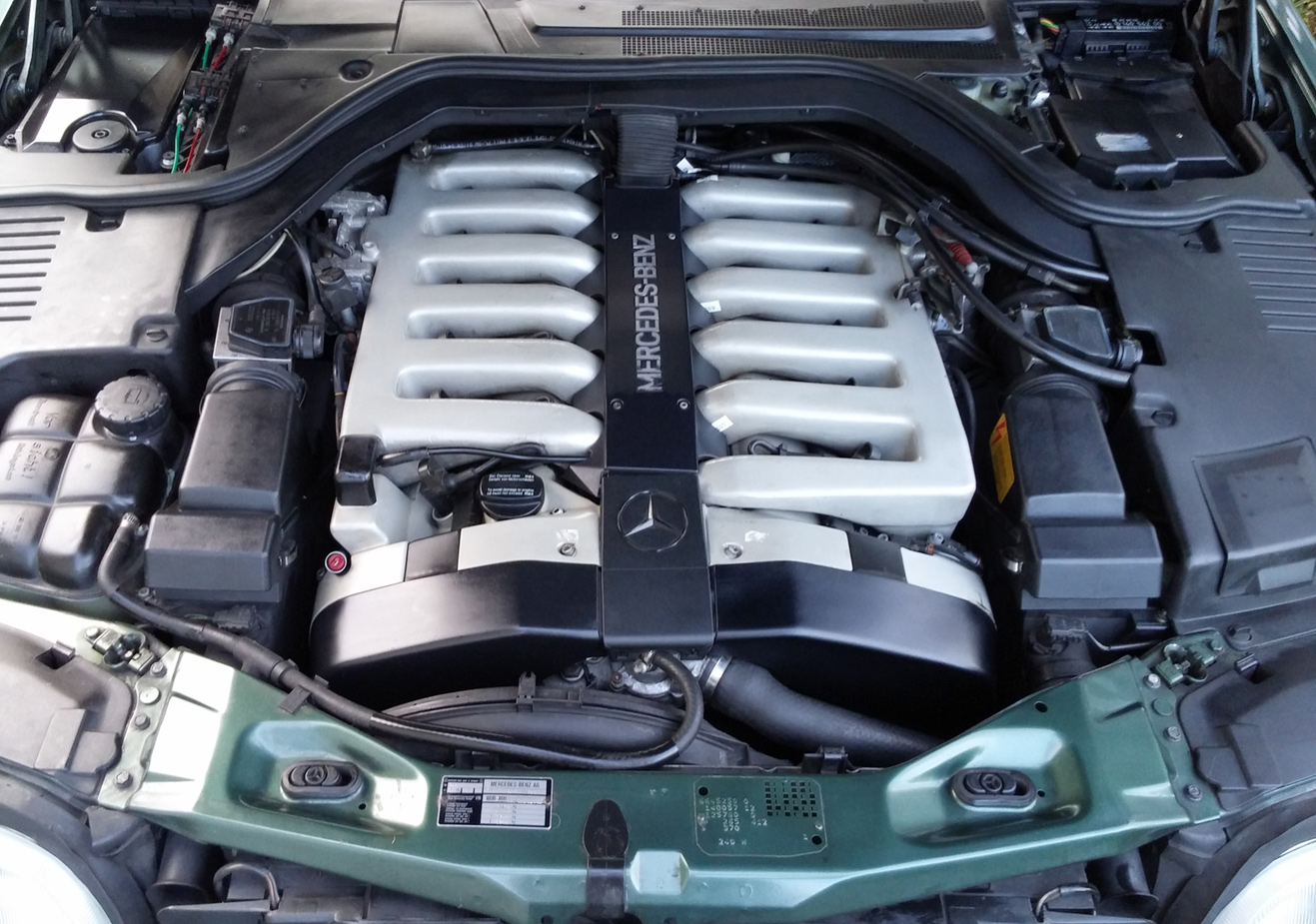
Motor M 120 V12, im S 600

| Kenngrößen                                  | SL 280 | SL 280                                                           | 300 SL                                             | 300 SL-24                                                                        | SL 320                                                               | SL 320                                 |
| Bauzeitraum                                 | 1993–1998 | 1998–2001                                                        | 1989–1993                                          | 1989–1993                                                                        | 1993–1998                                                            | 1998–2001                              |
| Motorkenndaten                              | |                                                                  |                                                    |                                                                                  |                                                                      |                                        |
| Motorbezeichnung *                          | M 104 E 28 | M 112 E 28                                                       | M 103 E 30                                         | M 104 E 30                                                                       | M 104 E 32                                                           | M 112 E 32                             |
| Motortyp                                    | R6-Ottomotor | V6-Ottomotor                                                     | R6-Ottomotor                                       | R6-Ottomotor                                                                     | R6-Ottomotor                                                         | V6-Ottomotor                           |
| Gemischaufbereitung                         | Bosch ME 2.1 | Bosch ME 2.0                                                     | Bosch KE                                           | Bosch KE                                                                         | Bosch ME 2.1                                                         | Bosch ME 2.0                           |
| Motoraufladung                              | — | —                                                                | —                                                  | —                                                                                | —                                                                    | —                                      |
| Hubraum                                     | 2799 cm³ | 2799 cm³                                                         | 2960 cm³                                           | 2960 cm³                                                                         | 3199 cm³                                                             | 3199 cm³                               |
| max. Leistung                               | 142 kW (193 PS) bei 5500/min                                                                                             | 150 kW (204 PS) bei 5700/min                                     | 140 kW (190 PS) bei 5700/min                       | 170 kW (231 PS) bei 6300/min                                                     | 170 kW (231 PS) bei 5600/min                                         | 165 kW (224 PS) bei 5600/min           |
| max. Drehmoment                             | 270 Nm bei 3750/min | 270 Nm bei 3000–5000/min                                         | 260 Nm bei 4500/min                                | 272 Nm bei 4600/min                                                              | 315 Nm bei 3750/min                                                  | 315 Nm bei 3000–4800/min               |
| Kraftübertragung                            | |                                                                  |                                                    |                                                                                  |                                                                      |                                        |
| Antrieb, serienmäßig                        | Hinterradantrieb | Hinterradantrieb                                                 | Hinterradantrieb                                   | Hinterradantrieb                                                                 | Hinterradantrieb                                                     | Hinterradantrieb                       |
| Getriebe, serienmäßig [ optional ]          | 5-Gang-Schaltgetriebe [ 4-Gang-Automatikgetriebe/ 5-Gang-Automatikgetriebe/ elektr. gest. 5-Gang-Automatikgetriebe ] (1) | 5-Gang-Schaltgetriebe [ elektr. gest. 5-Gang-Automatikgetriebe ] | 5-Gang-Schaltgetriebe [ 4-Gang-Automatikgetriebe ] | 5-Gang-Schaltgetriebe [ 4-Gang-Automatikgetriebe/ 5-Gang-Automatikgetriebe ] (2) | 5-Gang-Automatikgetriebe/ elektr. gest. 5-Gang-Automatikgetriebe (3) | elektr. gest. 5-Gang-Automatikgetriebe |
| Messwerte                                   | |                                                                  |                                                    |                                                                                  |                                                                      |                                        |
| Höchstgeschwindigkeit                       | 230 km/h [ 225 km/h/ 225 km/h/ 225 km/h ]                                                                                | 232 km/h [ 228 km/h ]                                            | 228 km/h [ 223 km/h ]                              | 240 km/h [ 235 km/h/ 230 km/h ]                                                  | 240 km/h/ 240 km/h                                                   | 238 km/h                               |
| Beschleunigung, 0–100 km/h                  | 10,2 s [ 9,9 s/ 9,9 s/ 9,9 s ]                                                                                           | 9,5 s [ 9,5 s ]                                                  | 9,3 s [ 9,5 s ]                                    | 8,4 s [ 8,4 s/ 8,4 s ]                                                           | 8,4 s/ 8,4 s                                                         | 8,4 s                                  |
| Kraftstoffverbrauch auf 100 km (kombiniert) | 11,0 l Super [ 11,0 l Super/ 10,7 l Super/ 10,8 l Super ]                                                                | 11,4 l Super [ 11,3 l Super ]                                    | 11,6 l Super [ 11,7 l Super ]                      | 11,8 l Super [ 11,8 l Super/ 11,3 l Super ]                                      | 11,0 l Super/ 10,9 l Super                                           | 11,5 l Super                           |
| CO2-Emission (kombiniert)                   | 261 g/km [ 261 g/km/ 254 g/km/ 256 g/km ]                                                                                | 270 g/km [ 268 g/km ]                                            | 275 g/km [ 277 g/km ]                              | 280 g/km [ 280 g/km/ 268 g/km ]                                                  | 261 g/km/ 258 g/km                                                   | 273 g/km                               |
| Abgasnorm nach EU-Klassifikation            | Euro 1/Euro 2 (4) | Euro 3                                                           | Euro 1                                             | Euro 1                                                                           | Euro 1/Euro 2 (4)                                                    | Euro 3                                 |

| Kenngrößen                                  | 500 SL                         | 500 SL 6.0 AMG                                                                       | 500 SL                         | SL 500                         | SL 500                                       | SL 60 AMG                                                                                                 | SL 500                                       | SL 55 AMG                                    |
| Bauzeitraum                                 | 1989–1992                      | 1991–1992                                                                            | 1992–1993                      | 1993–1995                      | 1995–1998                                    | 1993–1998                                                                                                 | 1998–2001                                    | 1999–2001                                    |
| Motorkenndaten                              |                                |                                                                                      |                                |                                |                                              | |                                              |                                              |
| Motorbezeichnung *                          | M 119 E 50                     | M 119 E 60                                                                           | M 119 E 50                     | M 119 E 50                     | M 119 E 50                                   | M 119 E 60                                                                                                | M 113 E 50                                   | M 113 E 55                                   |
| Motortyp                                    | V8-Ottomotor                   | V8-Ottomotor                                                                         | V8-Ottomotor                   | V8-Ottomotor                   | V8-Ottomotor                                 | V8-Ottomotor                                                                                              | V8-Ottomotor                                 | V8-Ottomotor                                 |
| Gemischaufbereitung                         | Bosch KE                       | Bosch KE                                                                             | Bosch LH                       | Bosch LH                       | Bosch ME                                     | Bosch LH/ME                                                                                               | Bosch ME 2.0                                 | Bosch ME 2.0                                 |
| Motoraufladung                              | —                              | —                                                                                    | —                              | —                              | —                                            | — | —                                            | —                                            |
| Hubraum                                     | 4973 cm³                       | 5956 cm³                                                                             | 4973 cm³                       | 4973 cm³                       | 4973 cm³                                     | 5956 cm³                                                                                                  | 4966 cm³                                     | 5439 cm³                                     |
| max. Leistung                               | 240 kW (326 PS) bei 5500/min   | 275/283 kW (374/385 PS) bei 5250/min 280 kW (381 PS) bei 5800/min                    | 235 kW (320 PS) bei 5600/min   | 235 kW (320 PS) bei 5600/min   | 235 kW (320 PS) bei 5600/min                 | 280 kW (381 PS) bei 5500/min                                                                              | 225 kW (306 PS) bei 5600/min                 | 260 kW (354 PS) bei 5500/min                 |
| max. Drehmoment                             | 450 Nm bei 4000/min            | 550/566 Nm bei 4000/min                                                              | 470 Nm bei 3900/min            | 470 Nm bei 3900/min            | 470 Nm bei 3900/min                          | 580 Nm bei 3750/min                                                                                       | 460 Nm bei 2700–4250/min                     | 530 Nm bei 3000/min                          |
| Kraftübertragung                            |                                |                                                                                      |                                |                                |                                              | |                                              |                                              |
| Antrieb, serienmäßig                        | Hinterradantrieb               | Hinterradantrieb                                                                     | Hinterradantrieb               | Hinterradantrieb               | Hinterradantrieb                             | Hinterradantrieb                                                                                          | Hinterradantrieb                             | Hinterradantrieb                             |
| Getriebe, serienmäßig [ optional ]          | 722.3 4-Gang-Automatikgetriebe | 722.3 4-Gang-Automatikgetriebe                                                       | 722.3 4-Gang-Automatikgetriebe | 722.3 4-Gang-Automatikgetriebe | 722.6 Elektr. gest. 5-Gang-Automatikgetriebe | 722.3 4-Gang-Automatikgetriebe 722.6 Elektr. gest. 5-Gang-Automatikgetriebe (April 1996 bis Mai 1998) (1) | 722.6 Elektr. gest. 5-Gang-Automatikgetriebe | 722.6 Elektr. gest. 5-Gang-Automatikgetriebe |
| Messwerte                                   |                                |                                                                                      |                                |                                |                                              | |                                              |                                              |
| Höchstgeschwindigkeit                       | 250 km/h                       | 265 km/h (250 km/h elektronisch abgeregelt) 285 km/h (bei geänderten HA-Übersetzung) | 250 km/h                       | 250 km/h                       | 250 km/h                                     | 250 km/h                                                                                                  | 250 km/h (alternativ 280 km/h)               | 250 (280) km/h                               |
| Beschleunigung, 0–100 km/h                  | 6,2 s                          | 5,8 s                                                                                | 6,5 s                          | 6,5 s                          | 6,5 s                                        | 5,6 s/ 5,8 s                                                                                              | 6,5 s                                        | 5,9 s                                        |
| Kraftstoffverbrauch auf 100 km (kombiniert) | 12,9 l Super                   | ?                                                                                    | 12,4 l Super                   | 12,4 l Super                   | 12,4 l Super                                 | 12,4 l Super/ 12,4 l Super                                                                                | 12,7 l Super                                 | 12,8 l Super                                 |
| CO2-Emission (kombiniert)                   | 306 g/km                       | ?                                                                                    | 294 g/km                       | 294 g/km                       | 294 g/km                                     | 294 g/km/ 294 g/km                                                                                        | 301 g/km                                     | 303 g/km                                     |
| Abgasnorm nach EU-Klassifikation            | Euro 1                         | Euro 1                                                                               | Euro 1                         | Euro 1                         | Euro 2                                       | Euro 1/ Euro 2                                                                                            | Euro 3                                       | Euro 3                                       |

| Kenngrößen                                  | 600 SL | SL 600                                                                                              | SL 600                                                                   | SL 70 AMG                              | SL 73 AMG                                                                         |
| Bauzeitraum                                 | 1992–1995 | 1995–1998                                                                                           | 1998–2001                                                                | 1998–2001                              | 1995/1998–2001                                                                    |
| Motorkenndaten                              | | |                                                                          |                                        |                                                                                   |
| Motorbezeichnung * Baumuster                | M 120 E 60 120.981 | M 120 E 60 120.983                                                                                  | M 120 E 60 120.983                                                       | M 120 E 70 Basismotor 120.983          | M 120 E 73 120.990                                                                |
| Motortyp                                    | V12-Ottomotor | V12-Ottomotor                                                                                       | V12-Ottomotor                                                            | V12-Ottomotor                          | V12-Ottomotor                                                                     |
| Gemischaufbereitung                         | BOSCH LH | BOSCH ME                                                                                            | BOSCH ME                                                                 | BOSCH ME 1.0                           | BOSCH LH/ME 1.0                                                                   |
| Motoraufladung                              | — | —                                                                                                   | —                                                                        | —                                      | —                                                                                 |
| Hubraum                                     | 5987 cm³ | 5987 cm³                                                                                            | 5987 cm³                                                                 | 7055 cm³                               | 7291 cm³                                                                          |
| max. Leistung                               | 290 kW (394 PS) bei 5200/min AMG Manufaktur 324 kW (440 PS) bei 6000/min AMG Manufaktur Exportmodelle BOSCH LH 330 kW(450 PS) bei 6000/min | 290 kW (394 PS) bei 5200/min AMG Manufaktur 324 kW (440 PS) bei 6000/min                            | 290 kW (394 PS) bei 5200/min AMG Manufaktur 324 kW (440 PS) bei 6000/min | 365 kW (496 PS) bei 5500/min           | 386 kW (525 PS) bei 5500/min Einige Sonderstellungen 416 kW (565 PS) bei 5500/min |
| max. Drehmoment                             | 570 Nm bei 3800/min AMG Manufaktur 600 Nm AMG Manufaktur Exportmodelle BOSCH LH 610 Nm bei 4000/min                                        | 570 Nm bei 3800/min AMG Manufaktur 600 Nm AMG Manufaktur Exportmodelle BOSCH LH 610 Nm bei 4000/min | 570 Nm bei 3800/min                                                      | 720 Nm bei 3900/min                    | 750 Nm bei 4000/min                                                               |
| Kraftübertragung                            | | |                                                                          |                                        |                                                                                   |
| Antrieb, serienmäßig                        | Hinterradantrieb | Hinterradantrieb                                                                                    | Hinterradantrieb                                                         | Hinterradantrieb                       | Hinterradantrieb                                                                  |
| Getriebe, serienmäßig [ optional ]          | 4-Gang-Automatikgetriebe | 4-Gang-Automatikgetriebe                                                                            | elektr. gest. 5-Gang-Automatikgetriebe (1)                               | elektr. gest. 5-Gang-Automatikgetriebe | elektr. gest. 5-Gang-Automatikgetriebe                                            |
| Messwerte                                   | | |                                                                          |                                        |                                                                                   |
| Höchstgeschwindigkeit                       | 250 km/h | 250 km/h                                                                                            | 250 km/h                                                                 | 250 km/h                               | 250 km/h                                                                          |
| Beschleunigung, 0–100 km/h                  | 6,1 s | 6,1 s                                                                                               |                                                                          | 5,0 s                                  | 4,8 s                                                                             |
| Kraftstoffverbrauch auf 100 km (kombiniert) | 14,9 l Super | 14,9 l Super 13,4 l Super/15,5 l Super (2)                                                          | 14,9 l Super 13,4 l Super/15,5 l Super                                   | ? l Super                              | 14,4 l Super                                                                      |
| CO2-Emission (kombiniert)                   | 353 g/km | 353 g/km/ 318 g/km/367 g/km                                                                         | 353 g/km/ 318 g/km/367 g/km                                              | ? g/km                                 | 341 g/km                                                                          |
| Abgasnorm nach EU-Klassifikation            | Euro 1 | Euro 2/Euro 3 (3)                                                                                   | Euro 2/Euro 3 (3)                                                        | Euro 2                                 | Euro 2                                                                            |

* Die Motorbezeichnung ist wie folgt verschlüsselt:
M = Motor (Otto), Baureihe = 3-stellig, E = Saugrohreinspritzung, Hubraum = Deziliter (gerundet)

## AMG-Modelle
Die AMG-Versionen wurden nur in kleiner Stückzahl gebaut.
Ab 1993 bot AMG den SL 60 AMG mit auf sechs Liter aufgebohrtem M 119-Achtzylindermotor an. Er stand bis 1998 offiziell in den Mercedes-Preislisten und kostete in seinem letzten Produktionsjahr zirka 220.000 DM. Mit dem damals erscheinenden Facelift der Baureihe fiel er aus dem Programm.
Aufbauend auf dem SL 280 entwickelte AMG im Jahr 1995 den SL 36 AMG mit 3,6 Liter-Sechszylinder-Reihenmotor (M 104 E 36) und 200 kW (272 PS). Das Fahrzeug wurde von Helmut Werner, dem damaligen Vorstandsvorsitzenden der Mercedes-Benz AG, an den Sieger des Stuttgarter MercedesCup (Thomas Muster) übergeben. Dieses Fahrzeug ist ein Einzelstück.
Mitte der 1990er gab es für kurze Zeit den SL 60 AMG, den SL 70 AMG und den SL 73 AMG mit Zwölfzylindermotoren. Nach einer kurzen Pause standen diese Fahrzeuge von 1998 bis 2001 wieder zur Verfügung, allerdings nie offiziell in den Preislisten von Mercedes-Benz. Sie liefen bei Mercedes als SL 600 mit AMG-Styling-Paket und AMG-Rädern vom Band und wurden dann bei AMG in Affalterbach umgebaut.
Zusammen mit dem auf 7,0 oder 7,3 Liter vergrößertem Hubraum, dem geänderten Zylinderkopf beim 6,0-Liter-Motor und weiteren Tuningmaßnahmen wurden die Antriebswellen und die Bremsanlage modifiziert, um der höheren Leistung gerecht zu werden. Das Fahrwerk mit adaptiver Dämpfung (ADS) des Ausgangsmodells wurde beibehalten, auch Getriebe- und Achsübersetzung blieben gleich. Diese Technikpakete kosteten damals 84.441 DM (SL 70 AMG) oder 99.180 DM im SL 73 AMG (aus AMG-Manufaktur Preisliste 04/1999), zusätzlich zum Grundpreis von mindestens 240.000 DM für den SL 600 mit AMG-Styling-Paket und AMG-Rädern. Der hauptsächlich im Auftrag von AMG Japan Inc. gefertigte SL 60 AMG (Motorenkennzeichen 120981 mit 324 kW/600 Nm) kostete 1993 24.300.000 Yen, was ca. 300.000 DM oder einem Aufpreis von rund 60.000 DM entsprach.
1995 wurden 35 Exemplare des SL 72 AMG hergestellt. 25 Stück erwarb der Sultan von Brunei, lediglich 10 Exemplare gingen in den freien Verkauf. Angetrieben wird diese Version von einem Zwölfzylindermotor mit 7,2 Litern Hubraum, 368 kW (500 PS) und einem maximalen Drehmoment von 740 Nm. Die Basis war auch hier der SL 600.
Auch der 1999 vorgestellte SL 55 AMG war ein Manufakturprodukt auf Basis des SL 500 (129.068), der nicht offiziell in den Preislisten von Mercedes-Benz erschien. Den SL 55 AMG treibt der auf den R 129 angepasste hubraumgleiche modifizierte 5,4-Liter-V8 an, der unter anderem auch im E 55 AMG (Baureihe 210) verwendet wurde. Der Preis für das Technikpaket (bei angeliefertem SL 500 mit AMG-Styling-Paket und AMG-Rädern) betrug 37.120 DM. Dazu gehört der Motor, eine angepasste Motorsteuerung, eine angepasste Getriebesteuerung und eine andere Hinterachsübersetzung.
Auf Wunsch gab es auch noch weitere Modifikationen wie eine Anhebung der Höchstgeschwindigkeit auf 280 km/h, oder weitere Individualisierungen des Innenraums.

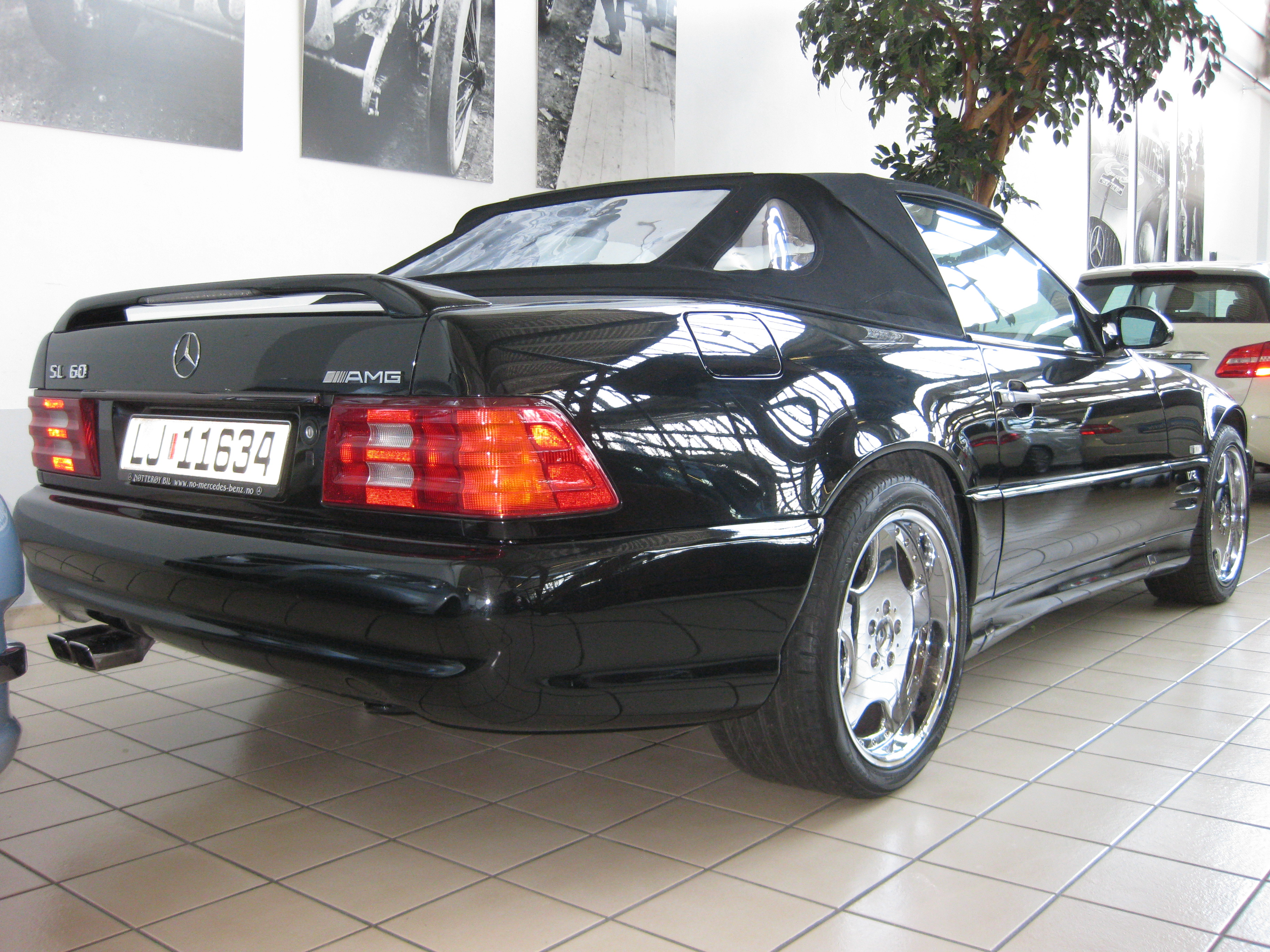
SL 60 AMG (1993–1998)
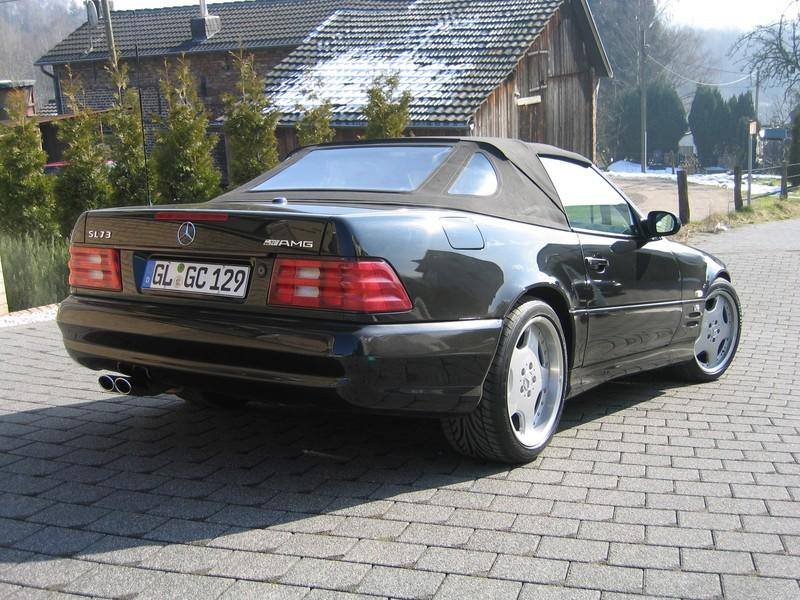
SL 73 AMG (1999–2001)
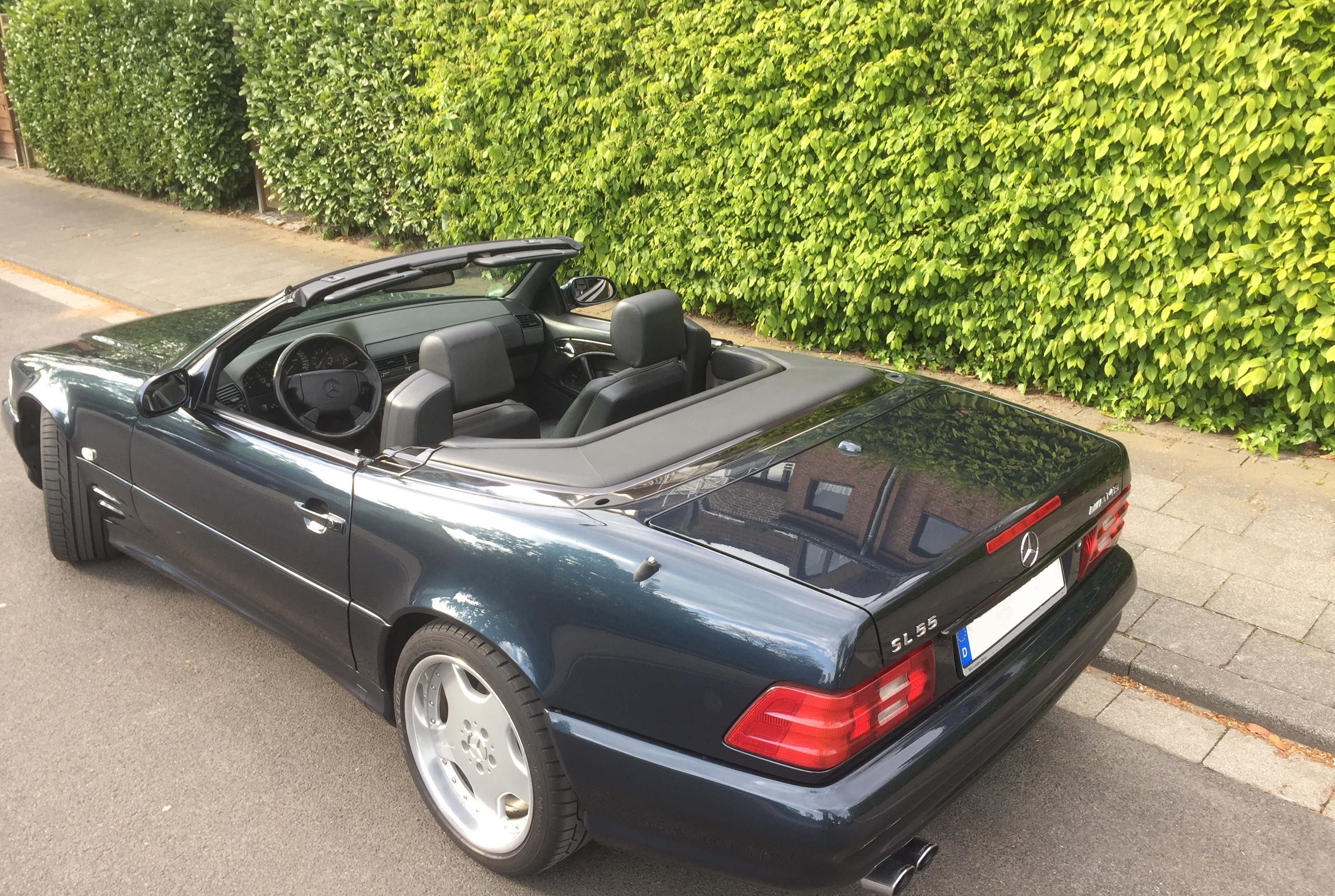
SL 55 AMG (1999–2001)
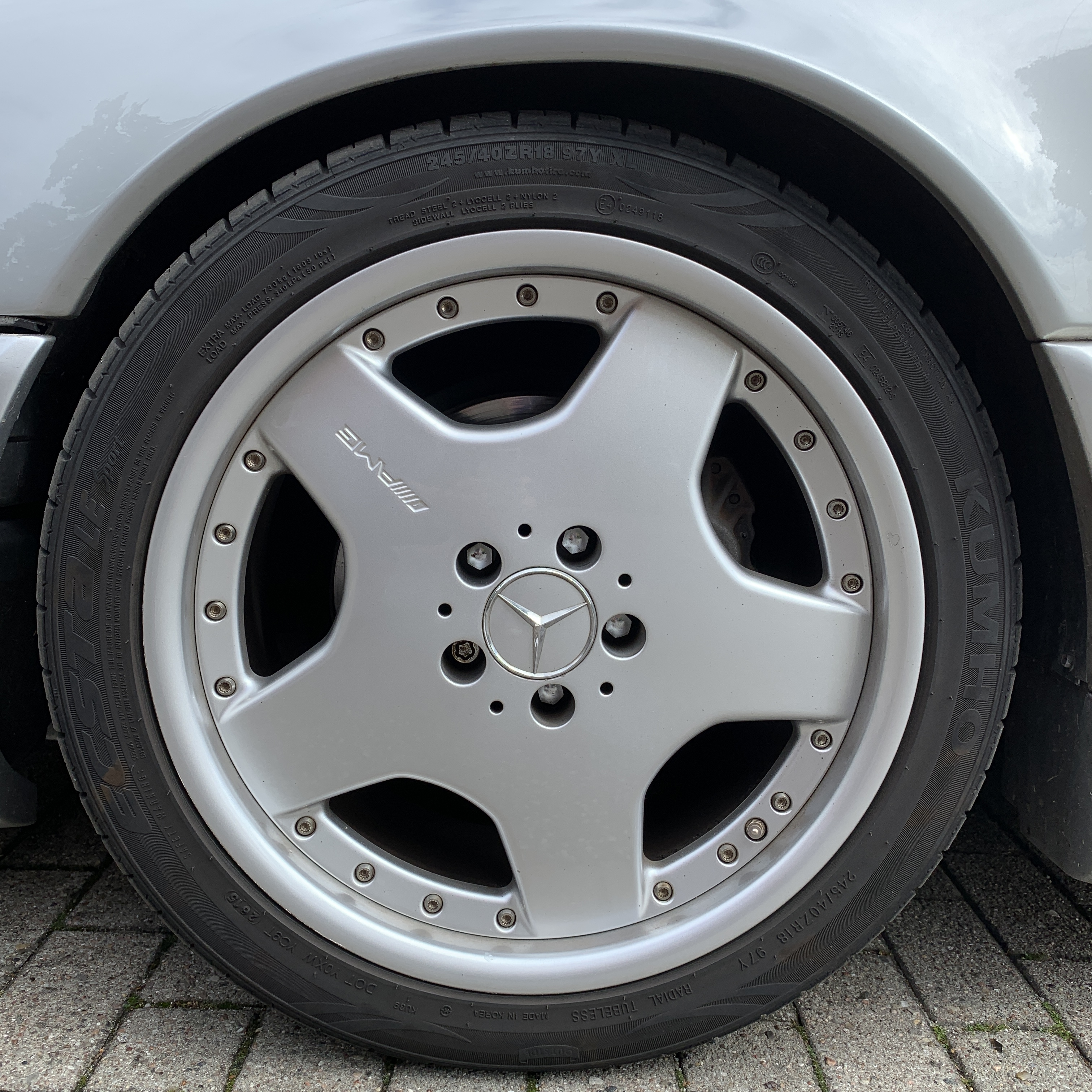
Detailansicht: 18" AMG-Rad eines SL
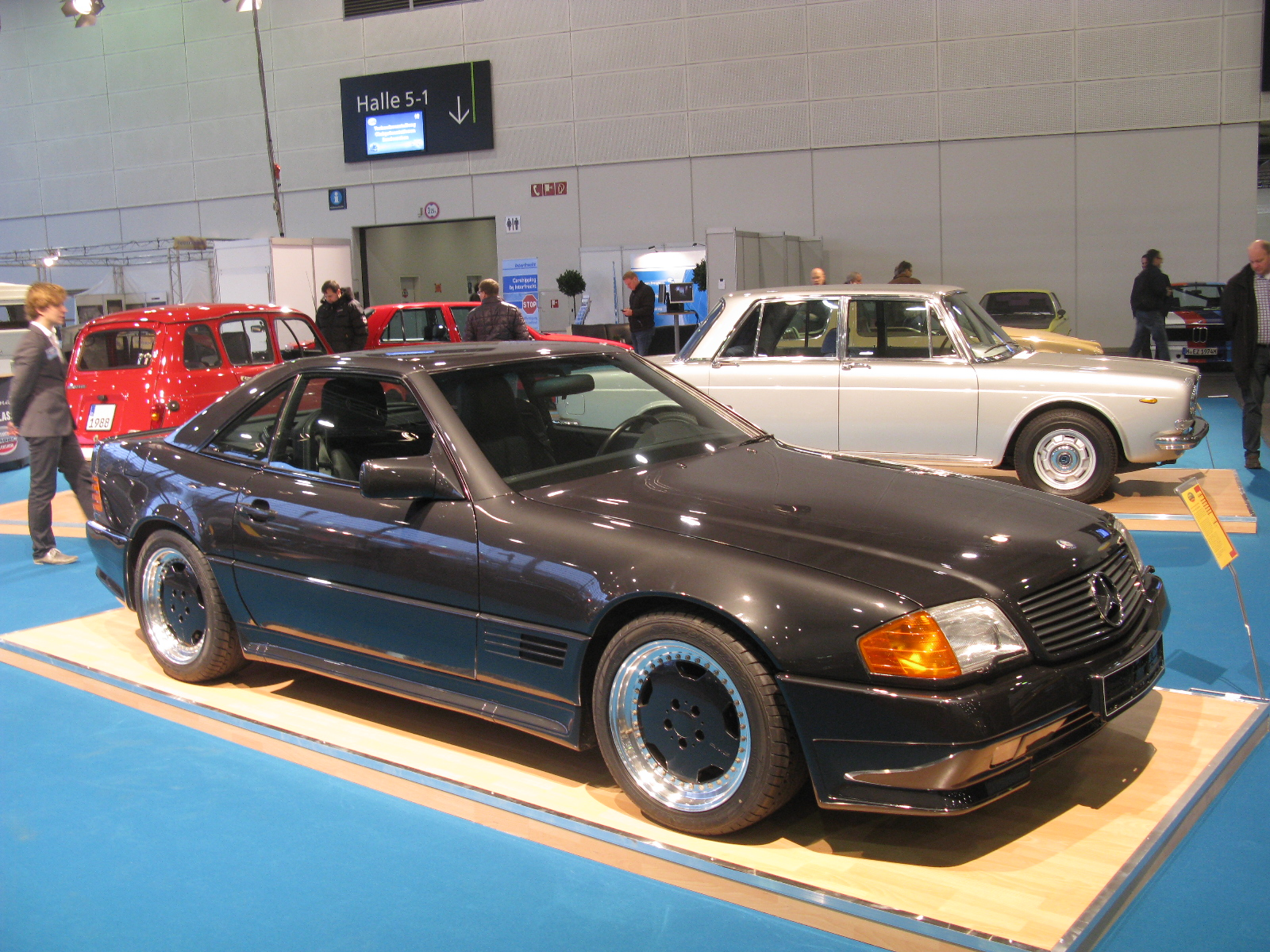
SL 60 AMG
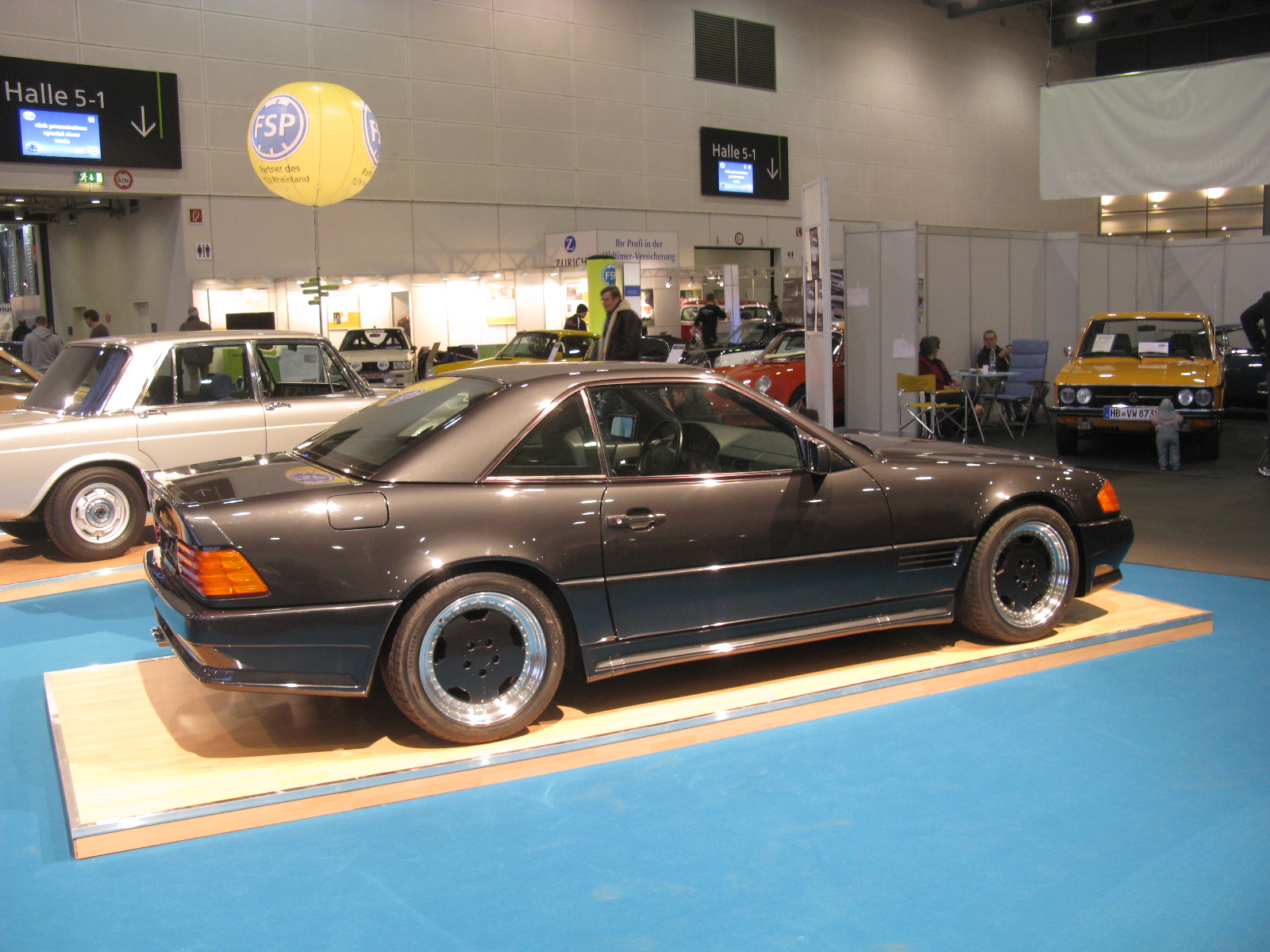
SL 60 AMG

## Stückzahlen
| Modell                  | Stückzahl |
| ----------------------- | --- |
| SL 280                  | 010.319 |
| SL 280 (V6)             | 0.01.704 |
| 300 SL                  | 012.020 |
| 300 SL-24               | 026.984 |
| SL 320                  | 032.223 |
| SL 320 (V6)             | 0.07.070 |
| 500 SL / SL 500 (M 119) | 079.827 |
| SL 500 (M 113)          | 023.704 |
| 600 SL / SL 600         | 011.089 |
| Gesamt:                 | 204.940 |
| SL 36 AMG               | 0.00002 (Spezialanfertigung von AMG für den Sieger des Tennisturniers Stuttgart MercedesCup 1995, Thomas Muster, und ein Werkswagen als Versuchsträger) |
| SL 55 AMG               | 0.00065 |
| SL 60 AMG               | 0.00633 |
| SL 70 AMG               | 0.00150 |
| SL 72 AMG               | 0.00035 |
| SL 73 AMG               | 0.00042 |

## Preise
| Modell                  | Preis (Grundausstattung) |
| ----------------------- | --- |
| SL 280                  | 05/1993: 114.655,00 DM 06/1994: 115.805,00 DM 08/1994: 117.875,00 DM 09/1995: 122.475,00 DM 03/1997: 124.200,00 DM 04/1998: 127.020,00 DM |
| SL 280 (V6)             | 06/1998: 127.020,00 DM 02/1999: 128.180,00 DM 08/1999: 128.760,00 DM 01/2000: 129.920,00 DM 01/2001: 67.048,00 EUR (131.134,48 DM) |
| 300 SL                  | 03/1989: 089.490,00 DM 01/1990: 093.879,00 DM 10/1990: 099.066,00 DM 06/1991: 102.771,00 DM 09/1991: 104.481,00 DM 02/1992: 108.642,00 DM 10/1992: 109.440,00 DM 01/1993: 113.505,00 DM |
| 300 SL-24               | 03/1989: 099.180,00 DM 01/1990: 103.854,00 DM 10/1990: 108.927,00 DM 06/1991: 112.917,00 DM 09/1991: 114.627,00 DM 02/1992: 115.824,00 DM 10/1992: 116.622,00 DM 01/1993: 120.922,50 DM |
| SL 320                  | 05/1993: 125.925,00 DM 06/1994: 127.075,00 DM 08/1994: 129.317,50 DM 09/1995: 133.917,50 DM 03/1997: 135.585,00 DM 04/1998: 138.504,00 DM |
| SL 320 (V6)             | 06/1998: 138.504,00 DM 02/1999: 139.664,00 DM 08/1999: 140.244,00 DM 01/2000: 141.404,00 DM 01/2001: 72.964,00 EUR (142.705,17 DM) |
| 500 SL / SL 500 (M 119) | 03/1989: 125.400,00 DM 01/1990: 131.271,00 DM 10/1990: 141.816,00 DM 06/1991: 146.775,00 DM 09/1991: 148.485,00 DM 02/1992: 152.931,00 DM 10/1992: 153.729,00 DM 01/1993: 159.447,50 DM 05/1993: 160.310,00 DM 08/1994: 163.070,00 DM 09/1995: 167.670,00 DM 03/1997: 169.395,00 DM 04/1998: 173.420,00 DM |
| SL 500 (M 113)          | 06/1998: 173.420,00 DM 02/1999: 174.580,00 DM 01/2000: 175.740,00 DM 01/2001: 90.480,00 EUR (176.963,49 DM) |
| 600 SL / SL 600         | 10/1992: 217.740,00 DM 01/1993: 219.650,00 DM 05/1993: 220.110,00 DM 08/1994: 223.330,00 DM 09/1995: 223.330,00 DM 04/1998: 225.272,00 DM 06/1998: 225.272,00 DM 02/1999: 226.432,00 DM |
| SL 55 AMG               | Umbaupreis auf Basis SL 500: 04/1999: 037.120,00 DM |
| SL 60 AMG               | 09/1993: 194.580,00 DM 08/1994: 197.915,00 DM 09/1995: 217.465,00 DM 03/1996: 219.190,00 DM 04/1998: 223.648,00 DM |
| SL 73 AMG               | Umbaupreis auf Basis SL 600: 04/1999: 099.180,00 DM |

## Sonderausstattungen (Auszug)
| Code | Name                                                                         |
| ---- | ---------------------------------------------------------------------------- |
| 214  | Adaptives Dämpfungssystem (ADS)                                              |
| 228  | Zusatzheizung                                                                |
| 231  | Garagentoröffner                                                             |
| 241  | Fahrersitz links elektrisch verstellbar mit Memory                           |
| 242  | Fahrersitz rechts elektrisch verstellbar mit Memory                          |
| 249  | Innen- und Außenspiegel automatisch abblendbar (ggf. mit Memory)             |
| 270  | Stabantenne für Telefon (D-Netz) auf Kotflügel hinten links                  |
| 278  | Telefonvorrüstung (D-Netz)                                                   |
| 284  | Wählhebel in Holz                                                            |
| 289  | Holz-/Lederlenkrad und Wählhebel mit lederbezogenem Knauf                    |
| 309  | Becherhalter in der Mittelkonsole                                            |
| 357  | Navigationssystem-Zusatzgerät                                                |
| 404  | Multikontursitz vorn links                                                   |
| 405  | Multikontursitz vorn rechts                                                  |
| 415  | Panoramaglasdach                                                             |
| 441  | Lenksäule einstellbar                                                        |
| 472  | Elektronisches Stabilisierungsprogramm (ESP)                                 |
| 481  | Unterschutz (Metall)                                                         |
| 500  | Außenspiegel links und rechts anklappbar                                     |
| 501  | Außenspiegel links und rechts anklappbar mit Memory (ggf. auch Innenspiegel) |
| 511  | Radio MB Exquisit mit VK, RDS (Panasonic)                                    |
| 511A | Leder Exklusiv schwarz/anthrazit                                             |
| 512  | Radio MB Spezial mit VK, RDS                                                 |
| 514A | Leder Exklusiv java                                                          |
| 518A | Leder Exklusiv oriongrau                                                     |
| 519A | Leder Exklusiv helios                                                        |
| 551  | Einbruchs-/Diebstahlwarnanlage (EDW)                                         |
| 565  | Fondsitze                                                                    |
| 600  | Scheinwerferreinigungsanlage                                                 |
| 612  | Xenon-Scheinwerfer für Rechtsverkehr                                         |
| 644  | Aluminiumräder mit 5 Speichen 17″                                            |
| 652  | 8-Loch-Aluminiumräder                                                        |
| 682  | Feuerlöscher                                                                 |
| 731  | Wurzelnussholzausführung                                                     |
| 733  | Kastanienholzausführung                                                      |
| 740  | Verdeckstoff 9001 schwarz                                                    |
| 755  | Radio MB Spezial CD                                                          |
| 772  | AMG-Styling (Frontschürze, Heckschürze, Seitenschweller)                     |
| 783  | AMG-Räder mit AMG Sportfahrwerk                                              |
| 793  | AMG-Räder 8,5 x 18 ET 25 245/40 mehrteilig                                   |
| 810  | Bose-Soundsystem                                                             |
| 819  | CD-Wechsler                                                                  |
| 873  | Sitzheizung Fahrersitz links und rechts                                      |
| 925  | Abgasreinigung D4 mit EU3 Technik                                            |
| 957  | AMG-Technikpaket                                                             |
| 988  | Kfz-Brief und COC-Papier und Typschild                                       |

## Bestand in Deutschland
Aufgeführt ist der Bestand an Mercedes-Benz R 129 nach Hersteller- (HSN) und Typschlüsselnummern (TSN) in Deutschland laut Kraftfahrt-Bundesamt. Typen mit weniger als 100 Fahrzeugen werden nicht ausgewiesen. Bis 2007 beinhaltete der Bestand neben der Anzahl der angemeldeten Fahrzeuge auch die Anzahl der vorübergehenden Stilllegungen. Seit 2008 enthält der Bestand lediglich den „fließenden Verkehr“ einschließlich der Saisonkennzeichen.
| Modell                        | HSN/TSN  | Baumuster | kW     | 1.1.2005 | 1.1.2006 | 1.1.2008 | 1.1.2009 | 1.1.2010 | 1.1.2011 | 1.1.2012 | 1.1.2013 | 1.1.2014 | 1.1.2015 | 1.1.2016 | 1.1.2017 | 1.1.2018 | 1.1.2019 |
| ----------------------------- | -------- | --------- | ------ | -------- | -------- | -------- | -------- | -------- | -------- | -------- | -------- | -------- | -------- | -------- | -------- | -------- | -------- |
| 300 SL                        | 0708/396 | 129.060   | 140    | 6.186    | 6.064    | 5.000    | 4.981    | 4.950    | 4.848    | 4.810    | 4.745    | 4.697    | 4.668    | 4.646    | 4.624    | 4.567    | 4.552    |
| 300 SL-24                     | 0708/397 | 129.061   | 170    | 5.246    | 5.135    | 4.094    | 4.046    | 4.050    | 3.953    | 3.912    | 3.891    | 3.827    | 3.776    | 3.735    | 3.741    | 3.734    | 3.733    |
| 500 SL                        | 0708/398 | 129.066   | 240    | 5.175    | 4.977    | 3.742    | 3.709    | 3.697    | 3.632    | 3.660    | 3.632    | 3.608    | 3.672    | 3.718    | 3.788    | 3.805    | 3.825    |
| 500 SL, SL 500                | 0708/443 | 129.067   | 235    | 4.519    | 4.431    | 3.564    | 3.500    | 3.536    | 3.559    | 3.634    | 3.638    | 3.695    | 3.796    | 3.890    | 4.009    | 4.042    | 4.077    |
| 600 SL, SL 600 (SL 70, SL 73) | 0708/444 | 129.076   | 290    | 1.237    | 1.190    | 883      | 849      | 860      | 863      | 877      | 872      | 861      | 860      | 885      | 878      | 865      | 871      |
| SL 280                        | 0708/474 | 129.058   | 142    | 4.947    | 4.886    | 4.225    | 4.222    | 4.230    | 4.178    | 4.169    | 4.137    | 4.063    | 4.066    | 4.075    | 4.073    | 4.060    | 4.027    |
| SL 320                        | 0708/475 | 129.063   | 170    | 10.011   | 9.860    | 8.544    | 8.453    | 8.453    | 8.386    | 8.364    | 8.386    | 8.306    | 8.403    | 8.427    | 8.481    | 8.507    | 8.562    |
| SL 500 (SL 60)                | 0709/489 | 129.067   | 240    | 180      | 174      | 121      | 121      | 126      | 130      | 134      | 141      | 142      | 142      | 155      | 169      | 174      | 186      |
| SL 280                        | 0710/399 | 129.059   | 150    | 803      | 795      | 731      | 724      | 717      | 713      | 717      | 718      | 698      | 698      | 701      | 713      | 696      | 699      |
| SL 320                        | 0710/400 | 129.064   | 165    | 3.093    | 3.057    | 2.758    | 2.744    | 2.745    | 2.731    | 2.737    | 2.699    | 2.730    | 2.754    | 2.771    | 2.777    | 2.775    | 2.787    |
| SL 500 (SL 55)                | 0710/401 | 129.068   | 225    | 874      | 854      | 726      | 724      | 758      | 764      | 788      | 811      | 845      | 879      | 919      | 941      | 977      | 995      |
| Quelle                        | Quelle   | Quelle    | Quelle | [ 3 ]    | [ 4 ]    | [ 5 ]    | [ 6 ]    | [ 7 ]    | [ 8 ]    | [ 9 ]    | [ 10 ]   | [ 11 ]   | [ 12 ]   | [ 13 ]   | [ 14 ]   | [ 15 ]   | [ 16 ]   |